# 원피스의 에피소드 목록 (애니메이션)
다음은 애니메이션 《원피스》의 에피소드 목록이다.

## 원피스의 방영 목록

### 시즌별 목록
다음은 일본 (후지TV)과 해외 DVD 기준 시즌 목록이다.
| 시즌 | 시즌 | 회수 | 방송 날짜        | 방송 날짜        |                                                                 |
| 시즌 | 시즌 | 회수 | 시즌 시작        | 시즌 종료        | 시즌 명칭                                                       |
| ---- | ---- | ---- | ---------------- | ---------------- | --------------------------------------------------------------- |
|      | 1    | 61   | 1999년 10월 20일 | 2001년 3월 14일  | 동쪽 바다 편 東の海編                                           |
|      | 2    | 16   | 2001년 3월 21일  | 2001년 8월 19일  | 그랜드 라인 돌입 편 グランドライン突入                          |
|      | 3    | 15   | 2001년 8월 26일  | 2001년 12월 9일  | 쵸파 등장·겨울섬 편 チョッパー登場・冬島編                      |
|      | 4    | 38   | 2001년 12월 16일 | 2002년 10월 27일 | 알라바스타 편 アラバスタ編                                      |
|      | 5    | 13   | 2002년 11월 3일  | 2003년 2월 2일   | TV 오리지널 TVオリジナル                                        |
|      | 6    | 52   | 2003년 2월 9일   | 2004년 6월 13일  | 하늘섬 편 空島編                                                |
|      | 7    | 33   | 2004년 6월 20일  | 2005년 3월 27일  | 탈출! 해군기지&폭시 해적단 편 脱出！海軍要塞&フォクシー海賊団編 |
|      | 8    | 35   | 2005년 4월 17일  | 2006년 4월 30일  | 워터세븐 편 ウォーターセブン編                                  |
|      | 9    | 73   | 2006년 5월 21일  | 2007년 12월 23일 | 에니에스 로비 편 エニエス・ロビー編                             |
|      | 10   | 45   | 2008년 1월 6일   | 2008년 12월 14일 | 스릴러 바크 편 スリラーバーク編                                 |
|      | 11   | 26   | 2008년 12월 21일 | 2009년 6월 28일  | 샤본디 제도 편 シャボンディ諸島編                               |
|      | 12   | 14   | 2009년 7월 5일   | 2009년 10월 11일 | 여인섬 편 女ヶ島編                                              |
|      | 13   | 35   | 2009년 10월 18일 | 2010년 6월 20일  | 임펠 다운 편 インペルダウン編                                   |
|      | 14   | 60   | 2010년 6월 27일  | 2011년 9월 25일  | 마린포드 편 マリンフォード編                                    |
|      | 15   | 62   | 2011년 10월 2일  | 2012년 12월 23일 | 어인섬 편 漁人島編                                              |
|      | 16   | 50   | 2013년 1월 6일   | 2014년 1월 12일  | 펑크하자드 편 パンクハザード編                                  |
|      | 17   | 118  | 2014년 1월 19일  | 2016년 6월 19일  | 드레스로자 편 ドレスローザ編                                    |
|      | 18   | 36   | 2016년 6월 26일  | 2017년 4월 2일   | 조 편 ゾウ編                                                    |
|      | 19   | 109  | 2017년 4월 9일   | 2019년 6월 30일  | 홀케이크 아일랜드 편 ホールケーキアイランド編                   |
|      | 20   | 195  | 2019년 7월 7일   | 2023년 12월 17일 | 와노쿠니 편 ワノ国編                                            |
|      | 21   | 18   | 2024년 1월 7일   | (방영 중)        | 에그헤드 편 エッグヘッド編                                      |

#### 한국 기준
대한민국의 시즌 구분은 일본 방영분과 차이가 있다. 2003년~2007년 KBS 최초 방영 당시에는 시즌제를 적용하지 않았으나, 투니버스 등 기존 KBS 방영분을 계약한 케이블 방송사들에 의해 기수제로 구분되기 시작하였다. 예컨대 투니버스의 경우 2009년 6월 '원피스 6'을, 2010년 2월 '원피스 7'을 방영하였다.
원피스 애니메이션의 판권을 보유한 대원미디어 산하 대원방송에서 2011년부터 현재까지 최신 시즌을 방영중에 있으며, 일본 방영분의 시즌 구분법과는 좀 더 세분화되어 있다. 우선 KBS와 투니버스 방영분의 재더빙에 대해서는 '원피스 Original'이라는 타이틀을, 2016년부터는 이후의 기존 미방영본을 더빙하여 처음 선보이는 '원피스 NEW'라는 타이틀을 사용하고 있다. 2024년 3월 현재 방영중인 시즌은 31기 (원피스 NEW-에그 헤드 편)이며, 이는 일본 원작 방영분의 21기에 해당된다.
다음은 대한민국 (대원방송) 기준 시즌 목록이다.
| 기수 | 시즌 부제                       | 방영 화수     | 회수    | 첫 방영일 (대원방송) | 원작 기준     |
| ---- | ------------------------------- | ------------- | ------- | -------------------- | ------------- |
| 1    | 이스트블루 편                   | 1화 ~ 61화    | 61회    | 2011년 3월           | 원피스 시즌1  |
| 2    | 리틀 가든 편                    | 62 ~ 92화     | 31회    | 2011년 8월 29일      | 원피스 시즌2  |
| 2    | 리틀 가든 편                    | 62 ~ 92화     | 31회    | 2011년 8월 29일      | 원피스 시즌3  |
| 3    | 알라바스타 편                   | 93 ~ 130화    | 51회    | 2012년 3월           | 원피스 시즌4  |
| 3    | 알라바스타 편                   | 93 ~ 130화    | 51회    | 2012년 3월           | 원피스 시즌5  |
| 4    | 스카이피아 편                   | 144 ~ 195화   | 52회    |                      | 원피스 시즌6  |
| 5    | 탈출! 해군요새 & 폭시 해적단 편 | 196 ~ 228화   | 33회    |                      | 원피스 시즌7  |
| 6    | 워터 세븐 파트.1                | 229 ~ 247화   | 19회    |                      | 원피스 시즌8  |
| 7    | 워터 세븐 파트.2                | 248 ~ 263화   | 16회    |                      | 원피스 시즌8  |
| 8    | 에니에스 로비 편 파트.1         | 264 ~ 284화   | 21회    |                      | 원피스 시즌9  |
| 9    | 에니에스 로비 편 파트.2         | 285 ~ 306화   | 22회    |                      | 원피스 시즌9  |
| 10   | 에니에스 로비 편 파트.3         | 307 ~ 336화   | 30회    |                      | 원피스 시즌9  |
| 11   | 스릴러 바크 편                  | 337 ~ 384화   | 48회    | 2014년 9월           | 원피스 시즌10 |
| 12   | 샤본디 제도 여인섬 편           | 385 ~ 421화   | 37화    |                      | 원피스 시즌11 |
| 12   | 샤본디 제도 여인섬 편           | 385 ~ 421화   | 37화    | 원피스 시즌12        |               |
| 13   | 임펠다운 편                     | 422 ~ 458화   | 37화    | 2015년 8월 25일      | 원피스 시즌13 |
| 14   | 마린포드 편 파트.1              | 459 ~ 491화   | 33화    | 2016년 5월 23일      | 원피스 시즌14 |
| 15   | 마린포드 편 파트.2              | 493 ~ 516화   | 24화    | 2016년 9월 5일       | 원피스 시즌14 |
| 16   | 어인섬 편                       | 517 ~ 578화   | 61화    | 2017년 5월 10일      | 원피스 시즌15 |
| 17   | 펑크해저드 편                   | 579 ~ 628화   | 49화    | 2018년 3월 5일       | 원피스 시즌16 |
| 18   | 드레스로자 편 파트.1            | 629 ~ 689화   | 61화    | 2019년 3월 5일       | 원피스 시즌17 |
| 19   | 드레스로자 편 파트.2            | 690 ~ 750화   | 61화    | 2020년 1월 12일      | 원피스 시즌17 |
| 20   | 조 편                           | 751 ~ 776화   | 26화    | 2016년 8월 6일       | 원피스 시즌18 |
| 21   | 홀케이크 아일랜드 편 Part 1     | 777 ~ 854화   | 78화    | 2017년 3월 2일       | 원피스 시즌19 |
| 22   | 홀케이크 아일랜드 편 Part 2     | 881 ~ 906화   | 26화    | 2018년 10월 12일     | 원피스 시즌19 |
| 23   | 홀케이크 아일랜드 편 Part 2     | 881 ~ 891화   | 26화    | 2018년 10월 12일     | 원피스 시즌19 |
| 23   | 무사의 나라 편 Part 1           | 892 ~ 906화   | 26화    | 2019년 7월 12일      | 원피스 시즌20 |
| 24   | 무사의 나라 편 Part 1           | 907 ~ 933화   | 26화    | 2019년 7월 12일      | 원피스 시즌20 |
| 25   | 무사의 나라 편 Part 2           | 934 ~ 959화   | 26화    | 2019년 7월 12일      | 원피스 시즌20 |
| 26   | 무사의 나라 편 Part 3           | 960 ~ 985화   | 26화    | 2019년 7월 12일      | 원피스 시즌20 |
| 27   | 무사의 나라 편 Part 4           | 986 ~ 1011화  | 27화    | 2019년 7월 12일      | 원피스 시즌20 |
| 28   | 무사의 나라 편 Part 5           | 1012 ~ 1037화 | 30화    | 2019년 7월 12일      | 원피스 시즌20 |
| 29   | 무사의 나라 편 Part 6           | 1038 ~ 1063화 | 28화    | 2019년 7월 12일      | 원피스 시즌20 |
| 30   | 무사의 나라 편 Part 7           | 1064 ~ 1089화 | 24화    | 2019년 7월 12일      | 원피스 시즌20 |
| 31   | 에그헤드 편                     | 1090 ~ 현재   | 방영 중 | 2024년 1월 12일      | 원피스 시즌21 |

### 여는 노래에 따른 목록
| No. | 곡명                                    | 가수                         | 방영 화수                  |
| --- | --------------------------------------- | ---------------------------- | -------------------------- |
| 1   | We are!                                 | 키타다니 히로시              | 1 ~ 47화, 253.5화 ,1000화  |
| 2   | Believe                                 | Folder5                      | 48 ~ 115화                 |
| 3   | 빛으로                                  | 베이비스타즈                 | 116 ~ 168화                |
| 4   | BON VOYAGE!                             | Bon-Bon Blanco               | 169 ~ 206화, 253.8화       |
| 5   | 마음의 지도                             | BOYSTYLE                     | 207 ~ 263화                |
| 6   | BRAND NEW WORLD                         | D-51                         | 264 ~ 278화                |
| 7   | We are! ~7인의 밀짚모자해적단~          | 7인의 밀짚모자 해적단        | 279화 ~ 283화              |
| 8   | Crazy Rainbow                           | 타키 앤 츠바사               | 284 ~ 325화                |
| 9   | Jungle P                                | 5050                         | 326 ~ 372화                |
| 10  | We are! ~애니메이션 원피스 10주년 기념~ | 동방신기                     | 373 ~ 394화                |
| 11  | SHARE THE WORLD                         | 동방신기                     | 395 ~ 425화                |
| 12  | 바람을 찾아서                           | 야구치 마리와 스트로햇       | 426 ~ 458화                |
| 13  | One Day                                 | THE ROOTLESS                 | 459 ~ 492화                |
| 14  | Fight Together                          | 아무로 나미에                | 493 ~ 516화                |
| 15  | We go!                                  | 키타다니 히로시              | 517 ~ 590화                |
| 16  | HANDS UP!                               | 신자토 코타                  | 591 ~ 628화                |
| 17  | WAKE UP!                                | AAA                          | 629 ~ 686화                |
| 18  | Hard knock days                         | GENERATIONS from EXILE TRIBE | 687 ~ 746화                |
| 19  | We can!                                 | 키타다니 히로시              | 747 ~ 806화                |
| 20  | HOPE                                    | 아무로 나미에                | 807 ~ 855화                |
| 21  | Super Powers                            | V6                           | 856 ~ 891화                |
| 22  | OVER THE TOP                            | 키타다니 히로시              | 892 ~ 934화                |
| 23  | DREAMIN' ON                             | Da-iCE                       | 935 ~ 999화, 1001 ~ 1004화 |
| 24  | PAINT                                   | I Don't Like Mondays         | 1005화 ~ 현재 방영중       |

## 애니메이션 방영 목록(1부)

### 1부(001~130화)

#### 해적단의 결성 편(001화~130화)
한국어판 기준으로 1기~3기에 해당하는 내용으로 루피가 이스트 블루에서 나와 동료를 모으면서 도중에 만난 비비 왕녀와 알라바스타까지 항해하는 내용으로 구성되어 있다.

##### 이스트 블루  편(001화~061화)
| 화수 | 부제목/한국명                                                            | 방영일                                                   | 원작         |
| ---- | ------------------------------------------------------------------------ | -------------------------------------------------------- | ------------ |
| 1    | 나는 루피! 해적왕이 될 남자다!/난 루피! 해적왕이 될거야!                 | 후지 TV 1999년 10월 20일 KBS2 2003년 5월 19일 (1기 첫화) | 제1권        |
| 2    | 대검호 나타나다! 해적 사냥꾼 롤로노아 조로/대검객 조로의 등장!           | 후지 TV 1999년 10월 27일 KBS2 2003년 5월 26일            | 제2권        |
| 3    | 모건 VS 루피! 수수께끼의 미소녀는 누구??/루피 해적단 결성!               | 후지 TV 1999년 11월 17일 KBS2 2003년 5월 27일            | 제1권        |
| 4    | 루피의 과거! 붉은 머리 샹크스 등장/루피의 과거! 붉은 머리 상크스의 추억  | 후지 TV 1999년 12월 1일 KBS2 2003년 6월 2일              | 제1권        |
| 5    | 공포 수수께끼의 힘! 해적 광대 버기 선장!/악마의 열매 능력자 버기선장!    | 후지 TV 1999년 12월 15일 KBS2 2003년 6월 3일             | 제2권        |
| 6    | 절대절명! 맹수 조련사 모디 VS 루피!/맹수 조련사 모디와 슈슈              | 후지 TV 1999년 12월 29일 KBS2 2003년 6월 9일             | 제2권        |
| 7    | 격돌 대결! 검객 조로 VS 외발 자전거 캐버디!/곡예사 캐버디의 도전         | 후지 TV 1999년 12월 29일 KBS2 2003년 6월 10일            | 제2권        |
| 8    | 승자는 어느 쪽? 악마의 열매 대결!/버기와 상크스의 과거                   | 후지 TV 1999년 12월 29일 KBS2 2003년 6월 16일            | 제3권        |
| 9    | 정의의 거짓말 쟁이? 캡틴 우솝/정의의 거짓말쟁이 우솝!?                   | 후지 TV 2000년 1월 12일 KBS2 2003년 6월 17일             | 제3권        |
| 10   | 사상 최강의 이상한 녀석! 최면 술사 쟝고/집사 클레하들의 정체             | 후지 TV 2000년 1월 19일 KBS2 2003년 6월 23일             | 제3권        |
| 11   | 음모를 폭로하라! 해적 집사 캡틴 크로 /캡틴 크로의 음모를 밝혀라!         | 후지 TV 2000년 1월 26일 KBS2 2003년 6월 24일             | 제4권        |
| 12   | 격돌! 검은 고양이 해적단 언덕 길의 대공방!/크로 해적단의 습격!           | 후지 TV 2000년 2월 2일 KBS2 2003년 6월 30일              | 제4권        |
| 13   | 공포의 이인조! 냐반 형제 VS 조로/공포의 고양이 형제                      | 후지 TV 2000년 2월 9일 KBS2 2003년 7월 1일               | 제4권        |
| 14   | 루피 부활! 카야 아가씨의 결사의 저항/캡틴 크로의 등장!                   | 후지 TV 2000년 2월 16일 KBS2 2003년 7월 7일              | 제4권        |
| 15   | 크로를 물리쳐라! 사나이 우솝 눈물의 결의!/사나이 우솝, 눈물의 결의!      | 후지 TV 2000년 2월 23일 KBS2 2003년 7월 8일              | 제5권        |
| 16   | 카야를 지켜라! 우솝 해적단 대활약!/카야를 지켜라! 우솝해적단             | 후지 TV 2000년 3월 1일 KBS2 2003년 7월 14일              | 제5권        |
| 17   | 분노 폭발! 크로 VS 루피 결착의 행방!/루피의 분노 폭발!                   | 후지 TV 2000년 3월 8일 KBS2 2003년 7월 15일              | 제5권        |
| 18   | 당신은 진귀한 짐승! 가이몽과 기묘한 동료/보물섬 수호신의 정체는?         | 후지 TV 2000년 3월 15일 KBS2 2003년 7월 21일             | 제3권 (표지) |
| 19   | 삼도류의 과거! 조로와 쿠이나의 맹세/조로와 퀴나의 약속                   | 후지 TV 2000년 3월 22일 KBS2 2003년 7월 22일             | 제1권        |
| 20   | 명물 요리사! 해상 레스토랑의 상디/바다의 주방장을 찾아라!                | 후지 TV 2000년 4월 12일 KBS2 2003년 7월 28일             | 제5권        |
| 21   | 초대받지 않은 손님! 상디의 밥과 깅의 은혜/최고의 만찬                    | 후지 TV 2000년 4월 12일 KBS2 2003년 7월 29일             | 제5권        |
| 22   | 최강의 해적 함대! 제독 돈 클리크/최강! 클리크 해적단                     | 후지 TV 2000년 4월 26일 KBS2 2003년 8월 4일              | 제6권        |
| 23   | 지켜라 바라티에! 대해적 붉은 발의 제프/대해적 붉은 발의 제프!            | 후지 TV 2000년 5월 3일 KBS2 2003년 8월 5일               | 제6권        |
| 24   | 매의 눈 미호크! 검호 조로 바다에 빠지다/세계 제일의 검객! 매의 눈 미호크 | 후지 TV 2000년 5월 10일 KBS2 2003년 8월 11일             | 제6권        |
| 25   | 필살 다리기술 작렬! 상디 VS 철벽의 파알/레스토랑을 사수하라!             | 후지 TV 2000년 5월 17일 KBS2 2003년 8월 12일             | 제7권        |
| 26   | 제프와 상디의 꿈 환상의 올 블루/제프와 상디의 꿈! 환상의 오울블루        | 후지 TV 2000년 5월 24일 KBS2 2003년 8월 18일             | 제7권        |
| 27   | 냉철비정의 귀신같은 남자 해적 함대 총대장 깅/전투대장 깅의 눈물!         | 후지 TV 2000년 5월 31일 KBS2 2003년 8월 19일             | 제7권        |
| 28   | 죽지 않아! 격투 루피 VS 클리크!/목숨을 건 싸움! 루피 (대) 클리크         | 후지 TV 2000년 6월 7일 KBS2 2003년 8월 25일              | 제8권        |
| 29   | 사투의 결착! 가슴 속에 품은 한 자루의 창!/가슴 속의 창 한 자루           | 후지 TV 2000년 6월 21일 KBS2 2003년 8월 26일             | 제8권        |
| 30   | 여행을 떠나다! 바다의 요리사는 루피와 함께/해상 레스토랑이여 안녕!       | 후지 TV 2000년 6월 28일 KBS2 2003년 9월 1일              | 제8권        |
| 31   | 이스트 블루 최악의 남자! 어인 해적 아론!/밝혀진 나미의 정체              | 후지 TV 2000년 7월 12일 KBS2 2003년 9월 2일              | 제8권        |
| 32   | 코코야시 마을의 마녀! 아론의 여간부/코코야 마을의 마녀, 나미             | 후지 TV 2000년 7월 19일 KBS2 2003년 9월 8일              | 제8권        |
| 33   | 우솝 죽다?! 루피 상륙은 아직?/우솝의 최후!?                              | 후지 TV 2000년 7월 19일 KBS2 2003년 9월 9일              | 제9권        |
| 34   | 전원 집결! 우솝이 털어놓는 나미의 진실/밝혀진 나미의 진실                | 후지 TV 2000년 7월 26일 KBS2 2003년 9월 15일             | 제9권        |
| 35   | 숨겨진 과거! 여전사 벨메일                                               | 후지 TV 2000년 8월 2일 KBS2 2003년 9월 16일              | 제9권        |
| 36   | 살아 남아라! 엄마 벨메일과 나미의 인연!/벨메일과 나미의 선택             | 후지 TV 2000년 8월 9일 KBS2 2003년 9월 22일              | 제9권        |
| 37   | 루피 나서다! 배신당한 약속의 결말!/배신당한 약속                         | 후지 TV 2000년 8월 16일 KBS2 2003년 9월 23일             | 제9권        |
| 38   | 루피 대핀치! 어인 VS 루피 해적단/루피, 바다의 빠지다!                    | 후지 TV 2000년 8월 23일 KBS2 2003년 9월 29일             | 제10권       |
| 39   | 루피 수몰! 조로 VS 문어 하찌/위기! 조로 (대) 문어 악토                   | 후지 TV 2000년 8월 30일 KBS2 2003년 9월 30일             | 제10권       |
| 40   | 긍지높은 전사! 격투 상디와 우솝/바다의 용사, 상디와 우솝!                | 후지 TV 2000년 9월 6일 KBS2 2003년 10월 6일              | 제10권       |
| 41   | 루피 전개! 나미의 결의와 밀짚모자/루피의 부활!                           | 후지 TV 2000년 9월 13일 KBS2 2003년 10월 7일             | 제10권       |
| 42   | 작렬! 어인 아론 바다로부터의 맹공격!/공포의 상어이빨                     | 후지 TV 2000년 9월 27일 KBS2 2003년 10월 13일            | 제11권       |
| 43   | 어인 제국의 종말! 나미는 내 동료다!/인어제국의 최후                      | 후지 TV 2000년 9월 27일 KBS2 2003년 10월 14일            | 제11권       |
| 44   | 웃는 얼굴로 여행에의 출발! 잘 있거라 고향 코코야시 마을/귤과 바람개비    | 후지 TV 2000년 10월 11일 KBS2 2003년 10월 20일           | 제11권       |
| 45   | 현상 수배범! 밀짚모자 루피 세상에 널리 알려지다/지명수배자 루피          | 후지 TV 2000년 10월 25일 KBS2 2003년 10월 27일           | 제11권       |
| 46   | 밀짚모자를 쫓아라! 작은 버기의 대모험/작은 버기의 대모험                 | 후지 TV 2000년 11월 1일 KBS2 2003년 10월 28일            | 제5-9권      |
| 47   | 기다리셨을까! 부활한 버기 선장!/버기해적단 재결성                        | 후지 TV 2000년 11월 8일 KBS2 2003년 11월 3일             | 제5-9권      |
| 48   | 시작과 끝의 마을 로그타운 상륙/시작과 끝의 마을                          | 후지 TV 2000년 11월 22일 KBS2 2003년 11월 10일           | 제11권       |
| 49   | 3대 귀철과 유바시리! 조로의 신도와 여상사/조로와 해군검객 타라           | 후지 TV 2000년 11월 22일 KBS2 2003년 11월 17일           | 제11권       |
| 50   | '우솝 VS 애 데리고 다니는 대디 대낮의 결투/우솝, 한 낮의 결투            | 후지 TV 2000년 11월 29일 KBS2 2003년 11월 24일           | 제11권       |
| 51   | 불꽃의 요리배틀? 상디 VS 미인 요리사/정열의 요리사 카르멘                | 후지 TV 2000년 12월 6일 KBS2 2003년 12월 1일             | 제11권       |
| 52   | 버기의 복수! 처형대에서 웃는 사나이/번개가 살린 사나이                   | 후지 TV 2000년 12월 13일 KBS2 2003년 12월 1일            | 제11권       |
| 52.5 | 연말 특집 스페셜 루피 낙하! 비경 바다의 중심 대모험                      | 2000년 12월 20일                                         | TV SP #1     |
| 53   | 전설은 시작되었다! 향해라 위대한 항로!/다시 시작되는 전설                | 후지 TV 2001년 1월 7일 KBS2 2003년 12월 15일             | 제12권       |
| 54   | 새로운 모험의 예감! 수수께끼 소녀 아피스/신비한 소녀 유리카              | 후지 TV 2001년 1월 14일 KBS2 2003년 12월 22일            | 군함섬 SR    |
| 55   | 기적의 생물! 아피스의 비밀과 전설의 섬/잃어버린 섬을 찾아서              | 후지 TV 2001년 1월 21일 KBS2 2003년 12월 29일            | 군함섬 SR    |
| 56   | 에릭 출격! 군함섬으로부터의 대탈출!/군함섬 탈출 작전                     | 후지 TV 2001년 1월 28일 KBS2 2004년 1월 5일              | 군함섬 SR    |
| 57   | 절해의 고도! 전설의 로스트 아일랜드/진짜 '잃어버린 섬'은 어디?           | 후지 TV 2001년 2월 7일 KBS2 2004년 1월 12일              | 군함섬 SR    |
| 58   | 폐허의 결투! 긴박한 조로 VS 에릭!/폐허의 결투, 조로 (대) 에릭            | 후지 TV 2001년 2월 14일 KBS2 2004년 1월 19일             | 군함섬 SR    |
| 59   | 루피 완전포위! 제독 넬슨의 계략/위기의 빠진 루피                         | 후지 TV 2001년 2월 21일 KBS2 2004년 1월 26일             | 군함섬 SR    |
| 60   | 창공을 나는 것! 되살아나다 천년의 전설!/부활하는 천년의 전설             | 후지 TV 2001년 2월 28일 KBS2 2004년 2월 2일              | 군함섬 SR    |
| 61   | 분노의 결착! 레드 라인을 타고 넘다!/붉은 대륙을 넘어라                   | 후지 TV 2001년 3월 7일 KBS2 2004년 2월 9일 (1기 완결)    | 제12권       |

##### 왕녀의 귀국 편(062화~130화)
| 화수 | 부제목/한국명                                                              | 방영일                                                    | 원작      |
| ---- | -------------------------------------------------------------------------- | --------------------------------------------------------- | --------- |
| 62   | 최초의 요새? 거대한 고래 라분 출현/슬픈 고래, 라분                         | 후지 TV 2001년 3월 21일 KBS2 2004년 2월 16일 (2기 첫화)   | 제12권    |
| 63   | 사나이의 약속! 루피와 고래 재회의 맹세!/사나이들의 약속                    | 후지 TV 2001년 3월 21일 KBS2 2004년 2월 23일              | 제12권    |
| 64   | 해적을 환영하는 마을? 위스키 피크 상륙/해적을 환영합니다!!                 | 후지 TV 2001년 4월 15일 KBS2 2004년 3월 8일               | 제12권    |
| 65   | 작렬 삼도류! 조로 VS 바로크 워크스 / 대결투! 조로 (대) 바로크 주식회사     | 후지 TV 2001년 4월 15일 KBS2 2004년 3월 22일              | 제12권    |
| 66   | 진검 승부! 루피 VS 조로 수수께끼의 대결투 / 황당 결투! 루피 (대) 조로      | 후지 TV 2001년 4월 22일 KBS2 2004년 3월 29일              | 제13권    |
| 67   | 왕녀 비비를 데려주자! 루피 해적단 출항!/특명! 공주를 호위하라              | 후지 TV 2001년 4월 29일 KBS2 2004년 4월 5일               | 제13권    |
| 68   | 힘내라 코비! 코비 헤르메포 해군분투기!/코비와 헤르메포의 해군일기          | 후지 TV 2001년 5월 13일 KBS2 2004년 4월 6일               | 제10-13권 |
| 69   | 코비 헤르메포의 결의! 거프 중장의 부모 마음/장군님! 우리 장군님!           | 후지 TV 2001년 5월 20일 KBS2 2004년 4월 12일              | 제10-13권 |
| 70   | 태고의 섬! 리틀 가든에 숨겨진 그림자!/태고의 섬, 리틀 가든!                | 후지 TV 2001년 5월 27일 KBS2 2004년 4월 13일              | 제13권    |
| 71   | 엄청난 결투! 거인 도리와 브로기/100년의 결투, 거인 도리와 브로기           | 후지 TV 2001년 6월 3일 KBS2 2004년 4월 19일               | 제13권    |
| 72   | 루피 화나다! 성스러운 결투에 비열한 함정/함정에 빠진 해적들                | 후지 TV 2001년 6월 17일 KBS2 2004년 4월 26일              | 제14권    |
| 73   | 브로기 승리의 통곡! 엘바프의 결판/브로기의 눈물                            | 후지 TV 2001년 6월 24일 KBS2 2004년 5월 24일              | 제14권    |
| 74   | 마의 촛불! 무념의 눈물과 분노의 눈물/죽지 않는 전사들                      | 후지 TV 2001년 7월 15일 KBS2 2004년 5월 31일              | 제14권    |
| 75   | 루피를 덮친 마력! 컬러즈 트랩/마술에 걸린 사나이                           | 후지 TV 2001년 8월 12일 KBS2 2004년 6월 1일               | 제14권    |
| 76   | 이제 반격! 우솝의 기지와 화약성!/대반격! 루피 (대) Mr.3                    | 후지 TV 2001년 8월 19일 KBS2 2004년 6월 7일               | 제14권    |
| 77   | 안녕 거인의 섬! 알라바스타를 향해/안녕! 거인의 섬                          | 후지 TV 2001년 8월 19일 KBS2 2004년 6월 8일               | 제15권    |
| 78   | 나미가 병에? 눈 내리는 바다를 향해!!/의사를 찾아라                         | 후지 TV 2001년 8월 26일 KBS2 2004년 6월 14 일 \|\| 제15권 |           |
| 79   | 기습! 브리킹 호와 브리키의 와포루/브리킹 해적단의 습격                     | 후지 TV 2001년 9월 2일 KBS2 2004년 6월 15일               | 제15권    |
| 80   | 의사가 없는 섬? 이름없는 나라의 모험!/이름 없는 섬에서의 모험              | 후지 TV 2001년 9월 9일 KBS2 2004년 6월 21일               | 제15권    |
| 81   | 행복한가? 마녀라 불린 의사!/마녀라 불리는 의사                             | 후지 TV 2001년 9월 16일 KBS2 2004년 6월 22일              | 제15권    |
| 82   | 도르돈의 각오! 와포루 군단 섬에 상륙/왕의 귀환                             | 후지 TV 2001년 10월 7일 KBS2 2004년 6월 28일              | 제16권    |
| 83   | 눈기둥의 섬! 드럼 록키를 올라라!/드럼 로키에 올라라                        | 후지 TV 2001년 10월 7일 KBS2 2004년 6월 29일              | 제16권    |
| 84   | 사슴이 파란코! 쵸파의 비밀/파란 코 사슴! 쵸파의 비밀                       | 후지 TV 2001년 10월 21일 KBS2 2004년 7월 5일              | 제16권    |
| 85   | 엉뚱한 자의 꿈! 돌팔이 의사 히루루크!/엉터리 의사, 히루루크의 꿈           | 후지 TV 2001년 10월 28일 KBS2 2004년 7월 6일              | 제16권    |
| 86   | 히루루크의 벚꽃과 이어지는 의지!/이어져 가는 의지                          | 후지 TV 2001년 11월 4일 KBS2 2004년 7월 12일              | 제16권    |
| 87   | 대결 와포루 군단! 우걱우걱 열매의 능력!/전투 개시! 와포루 군단             | 후지 TV 2001년 11월 11일 KBS2 2004년 7월 13일             | 제17권    |
| 88   | 동물계 악마의 열매! 쵸파 7단 변형/쵸파! 럼블볼의 기적                      | 후지 TV 2001년 11월 18일 KBS2 2004년 7월 19일             | 제17권    |
| 89   | 왕국의 지배가 끝나는 때! 신념의 깃발은 영원히/해적깃발이여! 영원하라       | 후지 TV 2001년 11월 25일 KBS2 2004년 7월 20일             | 제17권    |
| 90   | 히루루크의 벚꽃! 드럼 왕국의 기적/히루루크의 벚꽃                          | 후지 TV 2001년 12월 2일 KBS2 2004년 7월 26일              | 제17권    |
| 91   | 안녕 드럼 섬! 나는 바다로 나간다!/나두야! 바다로 간다                      | 후지 TV 2001년 12월 9일 KBS2 2004년 7월 27일              | 제17권    |
| 92   | 알라바스타의 영웅과 선상의 발레리나/알라바스타의 영웅                      | 후지 TV 2001년 12월 9일 KBS2 2004년 8월 2일 (2기 완결)    | 제17-18권 |
| 93   | 정착 사막의 나라에! 비를 부르는 댄스 파우더와 반란군/비를 부르는 가루      | 후지 TV 2001년 12월 16일 KBS2 2004년 8월 3일 (3기 첫화)   | 제18권    |
| 94   | 호걸들의 재회! 그의 이름은 불주먹 에이스/그의 이름은 에이스                | 후지 TV 2001년 12월 23일 KBS2 2004년 8월 9일              | 제18권    |
| 95   | 에이스와 루피! 뜨거운 정과 형제의 유대/불주먹 사나이 에이스                | 후지 TV 2002년 1월 6일 KBS2 2004년 8월 10 일 \|\| 제18권  |           |
| 96   | 초록의 마을의 에르말과 쿵푸 듀공!/초록의 도시 에르말                       | 후지 TV 2002년 1월 13일 KBS2 2004년 8월 16일              | 제18권    |
| 97   | 모래 나라의 모험! 염열의 대지에 사는 마물/사막 대모험                      | 후지 TV 2002년 1월 20일 KBS2 2004년 8월 17일              | 제18권    |
| 98   | 사막의 해적단 등장! 자유롭게 살아가는 남자들/사막을 누비는 사나이들        | 후지 TV 2002년 1월 27일 KBS2 2004년 8월 23일              | 제18권    |
| 99   | 가짜의 의지! 마음의 반란군 카뮤!/가짜 반란군 카뮤                          | 후지 TV 2002년 2월 3일 KBS2 2004년 8월 24일               | 제18권    |
| 100  | 반란군 전사 코자! 비비에 맹세한 꿈!/반란군 전사 유다                       | 후지 TV 2002년 2월 10일 KBS2 2004년 8월 30일              | 제18권    |
| 101  | 아지랑이 속의 결투 에이스 VS 사나이 스콜피온/에이스 [대] 스쿨피온          | 후지 TV 2002년 2월 17일 KBS2 2004년 8월 31일              | 제18권    |
| 102  | 유적과 미아! 비비와 동료와 나라의 형태/수수께끼의 유적                     | 후지 TV 2002년 2월 24일 KBS2 2004년 9월 6일 \|\| 제18권   |           |
| 103  | 스파이더즈 카페에 8시 적 간부 집합/거미 카페 8시, 간부 모임                | 후지 TV 2002년 3월 3일 KBS2 2004년 9월 7일                | 제18권    |
| 104  | 루피 VS 비비! 동료에게 거는 눈물의 맹세/비비의 눈물                        | 후지 TV 2002년 3월 10일 KBS2 2004년 9월 13일(2기 완결)    | 제18권    |
| 105  | 알라바스타 전선! 꿈의 마을 레인 베이스/꿈의 도시, 레인 베이스              | 후지 TV 2002년 3월 17일 KBS2 2004년 9월 14일(3기 첫회)    | 제19권    |
| 106  | 절대절명의 함정! 레인 디너즈 돌입/함정에 빠진 해적들                       | 후지 TV 2002년 3월 24일 KBS2 2004년 9월 20일              | 제19권    |
| 107  | 유토피아 작전 발동! 움직이기 시작한 물결/반란의 시작                       | 후지 TV 2002년 4월 14일 KBS2 2004년 9월 21일              | 제19권    |
| 108  | 공포의 바나나 악어와 Mr. 프린스/공포의 바나나악어                          | 후지 TV 2002년 4월 21일 KBS2 2004년 9월 27일              | 제19권    |
| 109  | 역전 대탈출의 열쇠 도르도르 볼!/역전! 대탈출의 열쇠                        | 후지 TV 2002년 4월 28일/ KBS2 2004년 9월 28일             | 제19권    |
| 110  | 인정사정없는 결투! 루피 VS 크로커다일/사막 대결투! 루피 (대) 크로커다일    | 후지 TV 2002년 5월 5일 KBS2 2004년 10월 4일               | 제20권    |
| 111  | 기적으로의 질주! 알라바스타 동물랜드/기적을 향한 질주                      | 후지 TV 2002년 5월 12일 KBS2 2004년 10월 5일 \|\| 제20권  |           |
| 112  | 반란군 VS 국왕군 결전은 아르바나!/아르바나의 결전                          | 후지 TV 2002년 5월 19일 KBS2 2004년 10월 11일             | 제20권    |
| 113  | 비탄의 아르바나! 격투 카루 대장!/카루대장, 하늘을 날다                     | 후지 TV 2002년 6월 2일 KBS2 2004년 10월 12일              | 제20권    |
| 114  | 동료의 꿈에 맹세하다! 결투 두더지 공동묘지 4번가/두더지 땅굴, 4번가의 결투 | 후지 TV 2002년 6월 9일 KBS2 2004년 10월 18일              | 제20권    |
| 115  | 오늘 대공개! 마네마네 몽타쥬!/세상에서 가장 슬픈 얼굴                      | 후지 TV 2002년 6월 16일 KBS2 2004년 10월 19일             | 제21권    |
| 116  | 나미로 변신! 봉쿠레 연발 발레 권법/복사복사 능력의 비밀                    | 후지 TV 2002년 6월 23일 KBS2 2004년 10월 25일             | 제21권    |
| 117  | 나미의 회오리바람 주의보! 크리마 택트 작렬/나미의 신무기, 크리마택트       | 후지 TV 2002년 6월 30일 KBS2 2004년 10월 26일             | 제21권    |
| 118  | 왕가에 전해지는 비밀! 고대병기 플루톤/왕가의 비밀                          | 후지 TV 2002년 7월 14일 KBS2 2004년 11월 1일              | 제21권    |
| 119  | 호검의 의지! 강철을 베는 힘과 물체의 힘/강철을 베는 자                     | 후지 TV 2002년 7월 21일 KBS2 2004년 11월 2일              | 제21권    |
| 120  | 싸움은 끝났다! 유자가 펼쳐든 하얀 깃발/백기를 든 유다                      | 후지 TV 2002년 8월 4일 KBS2 2004년 11월 8일               | 제22권    |
| 121  | 비비의 목소리의 행방! 영웅은 내려왔다!/돌아온 루피                         | 후지 TV 2002년 8월 11일 KBS2 2004년 11월 9일              | 제22권    |
| 122  | 모래 악어와 물 루피! 격투 제2라운드/모래 악어 (대) 물 루피                 | 후지 TV 2002년 8월 18일 KBS2 2004년 11월 15일             | 제22권    |
| 123  | 악어같다! 왕가의 무덤으로 달려라 루피!/왕가의 신전을 향하여                | 후지 TV 2002년 8월 25일 KBS2 2004년 11월 16일             | 제22권    |
| 124  | 악몽의 때는 왔다! 여기는 모래모래단 비밀 기지/악몽의 시간                  | 후지 TV 2002년 9월 1일 KBS2 2004년 11 월 22일 \|\| 제22권 |           |
| 125  | 위대한 날개! 나의 이름은 왕국의 수호신 페루/알라바스타의 수호신            | 후지 TV 2002년 9월 8일 KBS2 2004년 11월 23일              | 제23권    |
| 126  | 넘어간다! 알라바스타에 비가 온다!/크로커다일의 최후                        | 후지 TV 2002년 9월 15일 KBS2 2004년 11월 29일             | 제23권    |
| 127  | 무기여 안녕! 해적과 몇 개의 정의/정의의 이름으로                           | 후지 TV 2002년 10월 6일 KBS2 2004년 11월 30일             | 제23권    |
| 128  | 해적들의 잔치와 알라바스타 탈출 작전!/해적들의 파티                        | 후지 TV 2002년 10월 6일 KBS2 2004년 12월 6일              | 제23권    |
| 129  | 시작은 그 날! 비비가 말하는 모험담/우정을 위한 선택                        | 후지 TV 2002년 10월 20일 KBS2 2004년 12월 7일             | 제23권    |
| 130  | 위험한 향기! 일곱명 째는 니코 로빈!/일곱번째 동료                          | 후지 TV 2002년 10월 27일 KBS2 2004년 12월 13일(3기 완결)  | 제24권    |

#### 해적단의 분투 편(131화~263화)
한국어판 기준으로 4기~8기에 해당하는 내용으로 니코 로빈 합류 이후, 하늘섬(스카이피아) 모험, 니코 로빈이 정부 공인 암살 조직인 CP9을 따라서 워터 세븐을 떠나는 이야기로 이루어져 있다

## 애니메이션 방영 목록(2부)

### 2부(131~516화)

###### 공중의 격전 편(131화~195화)
| 화수  | 부제목/한국명                                                                     | 방영일                                                   | 원작      |
| ----- | --------------------------------------------------------------------------------- | -------------------------------------------------------- | --------- |
| 131   | 첫 환자! 럼블볼의 비화/첫 번째 환자                                               | 후지 TV 2002년 11월 9일 KBS2 2002년 11월 9일             | 해적단 SR |
| 132   | 항해사의 반란! 양보할 수 없는 꿈을 위해!/양보할 수 없는 꿈                        | 후지 TV 2002년 11월 10일 KBS2 2004년 12월 20일           | 해적단 SR |
| 133   | 전승되는 레시피! 카레의 철인 상디/카레의 달인, 상디                               | 후지 TV 2002년 11월 17일 KBS2 2004년 12월 21일           | 해적단 SR |
| 134   | 피워보겠습니다! 사나이 우솝 팔척옥/꿈을 향해 쏴라                                 | 후지 TV 2002년 11월 24일 KBS2 2004년 12월 22일           | 해적단 SR |
| 135   | 소문의 해적 사냥꾼! 방랑의 검사 조로!/위대한검객 조로                             | 후지 TV 2002년 12월 1일 KBS2 2004년 12월 27일            | 해적단 SR |
| 136   | 염소 섬의 제니와 산 속의 해적선/염소 할아버지 제니                                | 후지 TV 2002년 12월 8일 KBS2 2004년 12월 28일            | 염소섬 SR |
| 137   | 벌이가 됐나요? 대금업자 제니의 야망/염소 할아버지의 정체                          | 후지 TV 2002년 12월 15일 KBS2 2005년 1월 3일             | 염소섬 SR |
| 138   | 섬의 보물의 행방! 제니 해적단 출격!/세상에서 가장 귀한 보물                       | 후지 TV 2002년 12월 22일 KBS2 2005년 1월 4일             | 염소섬 SR |
| 139   | 무지개 빛의 안개전설! 루루카 섬의 노인 헨조/루루카 섬의 전설                      | 후지 TV 2003년 1월 5일 KBS2 2005년 1월 10일              | 무지개 SR |
| 140   | 영원한 나라의 주인! 펌프킨 해적단!/잃어버린 시간을 찾아서                         | 후지 TV 2003년 1월 12일 KBS2 2005년 1월 11일             | 무지개 SR |
| 141   | 고향으로 향한 마음! 탈출 불능의 해적 묘지/해적들의 무덤!                          | 후지 TV 2003년 1월 19일 KBS2 2005년 1월 17일             | 무지개 SR |
| 142   | 난전필지! 웻톤의 야망과 무지개 등대/웨이튼의 야망과 무지개탑                      | 후지 TV 2003년 1월 26일 KBS2 2005년 1월 18일             | 무지개 SR |
| 143   | 그리고 전설이 시작된다! 무지개의 저편으로/그리고 전설은 시작됐다'                 | 후지 TV 2003년 2월 2일 KBS2 2005년 1월 24일 (4기 완결)   | 제24권    |
| 144   | 빼앗긴 기록! 인양왕 마시라!/인양왕 마시라                                         | 후지 TV 2003년 2월 9일 KBS2 2005년 1월 25일 (5기 첫화)   | 제24권    |
| 145   | 괴물 등장! 흰수염 일미니에게 손을 대다/가자! 고기의 나라 자야로                   | 후지 TV 2003년 2월 16일 KBS2 2005년 1월 31일             | 제24권    |
| 146   | 꿈을 꾸지 마라! 비웃음의 마을 모크 타운!/무법자 천국 모크 타운                    | 후지 TV 2003년 2월 23일 KBS2 2005년 2월 1일              | 제24권    |
| 147   | 해적의 높은 곳! 꿈을 쫓는 남자와 해저 탐색왕/해적의 긍지                          | 후지 TV 2003년 3월 9일 KBS2 2005년 2월 7일               | 제24권    |
| 148   | 전설의 일족! 거짓말쟁이 노랜드/거짓말쟁이 놀랜드                                  | 후지 TV 2003년 3월 16일 KBS2 2005년 2월 8일              | 제25권    |
| 149   | 구름 방향타 가득! 사우스 버드를 잡아라!/사우스 버드 생포 작전                     | 후지 TV 2003년 3월 23일 KBS2 2005년 2월 14일             | 제25권    |
| 149.5 | (봄 스페셜)넓은 바다에 펼쳐라! 크나큰 아빠의 꿈!                                  | 후지 TV 2003년 4월 6일                                   | TV SP #2  |
| 150   | 환상과는 화합할 수 없다!? 베라미 VS 사루야마 연합군/베라미 (대) 원숭이 연합 전선  | 후지 TV 2003년 4월 13일 KBS2 2005년 2월 15일             | 제25권    |
| 151   | 1억의 남자! 세계 최고 권력과 해적 검은 수염/1억 베리의 사나이                     | 후지 TV 2003년 4월 20일 KBS2 2005년 2월 21일             | 제25권    |
| 152   | 배는 하늘로 간다! 녹 업 스트림에 올라라/하늘로 달려가는 배                        | 후지 TV 2003년 4월 27일 KBS2 2005년 2월 22일             | 제25권    |
| 153   | 여기는 하늘의 바다! 하늘의 기사와 천국의 문/하늘기사와 천국의 문                  | 후지 TV 2003년 5월 4일 KBS2 2005년 2월 28일              | 제26권    |
| 154   | 신의 나라 스카이피아! 구름 속의 천사들/신의 나라 스카이피아                       | 후지 TV 2003년 5월 11일 KBS2 2005년 3월 1일              | 제26권    |
| 155   | 금단의 토지! 신이 사는 섬과 하늘의 심판!/금단의 땅 세이덴                         | 후지 TV 2003년 5월 18일 KBS2 2005년 3월 7일              | 제26권    |
| 156   | 벌써 범죄자!? 스카이피아의 법의 파수꾼/스카이피아의 범죄자                        | 후지 TV 2003년 6월 8일 KBS2 2005년 3월 8일               | 제26권    |
| 157   | 탈출 할건가!? 움직이기 시작한 하늘의 시련!/시련 그리고 심판                       | 후지 TV 2003년 6월 15일 KBS2 2005년 3월 14일             | 제26권    |
| 158   | 러브리 거리의 함정! 전능한 갓 에넬/세이덴을 향하여                                | 후지 TV 2003년 6월 22일 KBS2 2005년 3월 15일             | 제26권    |
| 159   | 전진 까마귀호! 산제물의 제단을 향해서/시작되는 시련                               | 후지 TV 2003년 7월 6일 KBS2 2005년 3월 21일              | 제26권    |
| 160   | 생존률 10%! 멘트라 술사의 신관 사토리/생존율 10 퍼센트 게임                       | 후지 TV 2003년 7월 13일 KBS2 2005년 3월 22일             | 제26권    |
| 161   | '구슬 시련'의 위협! 미혹의 숲의 사투/방황하는 숲 구슬의 시련                      | 후지 TV 2003년 7월 20일 KBS2 2005년 3월 28일             | 제27권    |
| 162   | 쵸파 위험! 원신 VS 신관 슈라/대결! 간폴 (대) 슈라                                 | 후지 TV 2003년 8월 3일 KBS2 2005년 4월 4일               | 제27권    |
| 163   | 희한하고 신비로운! 끈의 시련과 사랑의 시련!?/끈의 시련은, 사랑의 시련?            | 후지 TV 2003년 8월 10일 KBS2 2005년 4월 5일              | 제27권    |
| 164   | 샨도라의 불을 밝혀라! 전사 와이퍼/전사의 피를, 이어받은 자                        | 후지 TV 2003년 8월 17일 KBS2 2005년 4월 11일             | 제27권    |
| 165   | 천공의 황금향 자야! 향하라 신의 사당!/다시 만나는 해적들                          | 후지 TV 2003년 8월 24일 KBS2 2005년 4월 12일             | 제27권    |
| 166   | 황금 전야제! '바스에'의 구상!/황금 전야제                                         | 후지 TV 2003년 9월 7일 KBS2 2005년 4월 18일              | 제27권    |
| 167   | 갓 에넬 등장!! 살아남기 위한 여명곡/에넬 신의 등장                                | 후지 TV 2003년 9월 21일 KBS2 2005년 4월 19일             | 제27권    |
| 168   | 이빨을 들이대는 이무기! 드디어 시작되는 서바이벌 게임/이무기와의 대결             | 후지 TV 2003년 10월 12일 KBS2 2005년 4월 25일            | 제27권    |
| 169   | 필사의 리젝트! 전쟁 귀신 와이퍼의 각오/전쟁 귀신 와이퍼                           | 후지 TV 2003년 10월 19일 KBS2 2005년 4월 26일            | 제28권    |
| 170   | 공중의 격전! 해적 조로 VS 전사 부라함/대결! 해적 조로 (대) 전사 브라함            | 후지 TV 2003년 10월 19일 KBS2 2005년 5월 2일             | 제28권    |
| 171   | 으르렁거리는 번-바주카!! 루피 VS 전쟁 귀신 와이퍼/바주우카 대결! 루피 (대) 와이퍼 | 후지 TV 2003년 10월 26일 KBS2 2005년 5월 3일             | 제28권    |
| 172   | 늪의 시련! 쵸파 VS 신관 게다츠!!/늪의 시련! 쵸파 (대) 신관 케단                   | 후지 TV 2003년 11월 2일 KBS2 2006년 5월 9일 \|\| 제28권  |           |
| 173   | 무적의 능력! 밝혀지는 에넬의 정체                                                 | 후지 TV 2003년 11월 9일 KBS2 2005년 5월 10일             | 제28권    |
| 174   | 환상의 도시! 웅대한 샨도라의 유적!!/잃어버린 도시                                 | 후지 TV 2003년 11월 16일 KBS2 2005년 5월 16일 (5기 완결) | 제29권    |
| 174.5 | (연말 특집 스페셜)지켜라! 마지막 대무대                                           | 후지 TV 2003년 12월 14일                                 | TV SP #3  |
| 175   | 생존률 0%!! 쵸파 VS 신관 오움/생존율 제로 게임                                    | 후지 TV 2003년 12월 21일 KBS2 2005년 5월 17일(6기 첫화)  | 제29권    |
| 176   | 자이언트 잭을 올라라! 상층 유적의 사투/자이언트 잭의 결투                         | 후지 TV 2004년 1월 11일 KBS2 2005년 5월 23일             | 제29권    |
| 177   | 철의 시련의 진면목! 흰 가시 데스 매치!!/지옥의 링                                 | 후지 TV 2004년 1월 18일 KBS2 2005년 5월 24일             | 제29권    |
| 178   | 솟구치는 참격! 조로 VS 신관 오움!!/철의 대결! 조로 (대) 오무                      | 후지 TV 2004년 1월 25일 KBS2 2005년 5월 30일             | 제29권    |
| 179   | 무너져가는 상층 유적! 피날레로의 퀸테트!!/최후의 5종주                            | 후지 TV 2004년 2월 1일 KBS2 2005년 5월 31일              | 제29권    |
| 180   | 고대 유적의 대결! 갓 에넬의 목적/밝혀지는 음모                                    | 후지 TV 2004년 2월 8일 KBS2 2005년 6월 6일               | 제29권    |
| 181   | 한 없는 대지로의 야망 방주 맥심!!/신의 방주, 맥심                                 | 후지 TV 2004년 2월 15일 KBS2 2005년 6월 7일              | 제30권    |
| 182   | 마침내 격돌! 해적 루피 VS 갓 에넬!!/천적! 해적 루피 (대) 신 에넬                  | 후지 TV 2004년 2월 22일 KBS2 2005년 6월 13일(5기 완결)   | 제30권    |
| 183   | 맥심 부상! 움직이기 시작한 데스 피어!!/날아오르는 방주                            | 후지 TV 2004년 2월 29일 KBS2 2005년 6월 14일             | 제30권    |
| 184   | 루피 낙하! 신의 심판과 나미의 소망!!/추락하는 루피                                | 후지 TV 2004년 3월 7일 KBS2 2005년 6월 20일              | 제30권    |
| 185   | 눈을 뜬 두 사람! 불타는 사랑의 구출 전선!!/사랑의 구출작전                        | 후지 TV 2004년 3월 14일 KBS2 2005년 6월 21일             | 제30권    |
| 186   | 절망으로의 카프리치오 바짝 다가온 하늘섬의 소멸!!/다가오는 종말                   | 후지 TV 2004년 3월 21일 KBS2 2005년 6월 27일             | 제30권    |
| 187   | 종소리의 인도! 대전사와 탐험가의 이야기/전사와 탐험가                             | 후지 TV 2004년 3월 28일 KBS2 2005년 6월 28일             | 제31권    |
| 188   | 주박으로부터의 해방! 대전사가 흘린 눈물!!/대전사의 눈물                           | 후지 TV 2004년 3월 28일 KBS2 2005년 7월 4일 \|\| 제31권  |           |
| 189   | 영원한 친구! 대해원에 울리는 맹세의 종/카르가라의 한                              | 후지 TV 2004년 4월 4일 KBS2 2005년 7월 5일               | 제31권    |
| 190   | 엔젤 섬 소멸! 뇌영강림의 공포!!/사라지는 엔젤 섬                                  | 후지 TV 2004년 4월 25일 KBS2 2005년 7월 11일             | 제31권    |
| 191   | 자이언트 잭을 쓰러트려라! 탈출로의 마지막 바람/자이언트 잭을 쓰러뜨려라           | 후지 TV 2004년 5월 2일 KBS2 2005년 7월 12일              | 제32권    |
| 192   | 신의 나라의 기적! 천사에게 닿은 섬의 노랫소리/섬이 부르는 노래                    | 후지 TV 2004년 5월 9일 KBS2 2005년 7월 18일              | 제32권    |
| 193   | 싸움의 종언! 멀리 울려 퍼지는 긍지 높은 환상곡/긍지 높은 판타지아                 | 후지 TV 2004년 5월 23일 KBS2 2005년 7월 19일             | 제32권    |
| 194   | 나 이곳에 이르다! 포네그리프가 자아내는 것/나, 이곳에 다녀가다                    | 후지 TV 2004년 6월 6일 KBS2 2005년 7월 25일              | 제32권    |
| 195   | 가자 청해로!! 구상이 만들어 내는 최종 악장/가자! 푸른 바다로                      | 후지 TV 2004년 6월 13일 KBS2 2005년 7월 26일 (6기 완결)  | 제32권    |

###### 영원한 이별 편(196화~263화)
| 화수  | 부제목/한국명                                                      | 방영일                                                    | 원작        |
| ----- | ------------------------------------------------------------------ | --------------------------------------------------------- | ----------- |
| 196   | 비상 사태 발령! 악명 높은 해적선 침입!/악명 높은 해적선            | 후지 TV 2004년 6월 20일 KBS2 2005년 8월 1일(7기 첫화)     | 나바론 SR   |
| 197   | 요리사 상디! 해군 식당에서 진가 발휘!/요리사 상디, 최고의 요리비결 | 후지 TV 2004년 7월 4일 KBS2 2005년 8월 2일                | 나바론 SR   |
| 198   | 사로잡힌 조로와 쵸파 긴급집도!/군의관이 된 쵸파                    | 후지 TV 2004년 7월 11일 KBS2 2005년 8월 8일               | 나바론 SR   |
| 199   | 좁혀오는 해군의 조사망! 사로잡힌 두명 째!/두 번째 포로             | 후지 TV 2004년 7월 18일 KBS2 2005년 8월 9일               | 나바론 SR   |
| 200   | 결사의 루피와 상디! 구출 대작전!/포로 구출 대 작전                 | 후지 TV 2004년 8월 8일 KBS2 2005년 8월 15일               | 나바론 SR   |
| 201   | 열혈 특별부대 참전! 브릿지 공방전!/레인보우 다리를 건너라          | 후지 TV 2004년 9월 5일 KBS2 2005년 8월 16일               | 나바론 SR   |
| 202   | 포위망 돌파! 탈환 고잉 메리호/고잉메리호를 탈환하라                | 후지 TV 2004년 9월 12일 KBS2 2005년 8월 22일              | 나바론 SR   |
| 203   | 사라진 해적선! 요새 공방 제2라운드/사라진 해적선                   | 후지 TV 2004년 9월 19일 KBS2 2005년 8월 23일              | 나바론 SR   |
| 204   | 황금 탈환 작전과 웨이버 회수 작전!/황금 회수 작전                  | 후지 TV 2004년 10월 3일 KBS2 2005년 8월 29일              | 나바론 SR   |
| 205   | 일망타진 계획! 조나단 자신있는 비책/함정에 빠진 해적들             | 후지 TV 2004년 10월 3일 KBS2 2005년 8월 30일              | 나바론 SR   |
| 206   | 안녕 해군요새! 탈출로의 마지막 공방/최후의 함정                    | 후지 TV 2004년 10월 10일 KBS2 2005년 9월 5일              | 나바론 SR   |
| 207   | 롱링롱 랜드의 대모험!/길 다롱 랜드의 대 모험!                      | 후지 TV 2004년 10월 31일 KBS2 2005년 9월 6일              | 제32권      |
| 208   | 폭시 해적단과 데이비 백!/폭시 해적단과 선원 빼앗기 게임            | 후지 TV 2004년 11월 7일 KBS2 2005년 9월 12일              | 제32권      |
| 209   | 제1회전! 둘레 일주 도너츠 레이스/1회전, 빙글빙글 도넛 경주         | 후지 TV 2004년 11월 14일 KBS2 2005년 9월 13일             | 제33권      |
| 210   | 은여우 폭시! 맹렬 방해 공세/폭시! 방해 대작전                      | 후지 TV 2004년 11월 21일 KBS2 2005년 9월 19일             | 제33권      |
| 211   | 제2회전! 집어넣어라 그로키 링/지옥의 링                            | 후지 TV 2004년 11월 28일 KBS2 2005년 9월 20일             | 제33권      |
| 212   | 레드 카드 연발! 그로키 링/레드카드를 막아라                        | 후지 TV 2004년 12월 5일 KBS2 2005년 9월 26일              | 제33권      |
| 213   | 제3회전! 빙글빙글 롤러 레이스!/비틀 비틀! 롤러 스케이트 경주       | 후지 TV 2004년 12월 12일 KBS2 2005년 9월 27일             | 은여우 SR   |
| 214   | 백열 폭주 레이스! 최종 라운드 돌입!/역전의 명수                    | 후지 TV 2004년 12월 19일 KBS2 2005년 10월 3일             | 은여우 SR   |
| 215   | 으르렁대는 열구강구! 해적 피구!/다시 1회전, 해적 피구              | 후지 TV 2005년 1월 9일 KBS2 2005년 10월 4일               | 은여우 SR   |
| 216   | 낭떠러지의 결전! 무궁화 꽃이 피었습니다!/무궁화 꽃이 피었습니다    | 후지 TV 2005년 1월 9일 KBS2 2005년 10월 10일              | 은여우 SR   |
| 217   | 캡틴 대결! 최종전 컴 배트!/최종 대결! 1대 1 생존 게임              | 후지 TV 2005년 1월 16일 KBS2 2005년 10월 11일             | 제33권      |
| 218   | 전력의 느릿느릿 공격 VS 불사신 루피/느릿느릿 공격 (대) 불사신 루피 | 후지 TV 2005년 1월 23일 KBS2 2005년 10월 17일             | 제33권      |
| 219   | 장렬한 열전 컴뱃! 운명의 최종 결판/난 절대 동료를 버리지 않아!     | 후지 TV 2005년 1월 30일 KBS2 2005년 10월 18일( KBS2 종영) | 제34권      |
| 220   | 잃어버렸다? 빼앗겼다? 넌 누구냐?                                   | 2005년 2월 6일                                            | 피리소년 SR |
| 221   | 피리를 가진 수수께끼의 소년과 로빈의 추리!                         | 2005년 2월 13일                                           | 피리소년 SR |
| 222   | 자 기억을 되찾자! 해적단 섬에 상륙                                 | 2005년 2월 20일                                           | 피리소년 SR |
| 223   | 이빨을 드러낸 조로! 맞서게 된 야수!                                | 2005년 2월 27일                                           | 피리소년 SR |
| 224   | 본성을 드러낸 기억 도둑의 최후의 역습!                             | 2005년 3월 6일                                            | 피리소년 SR |
| 225   | 긍지 높은 사나이! 은여우 폭시                                      | 2005년 3월 13일                                           | 제34권      |
| 226   | 누구보다 무적에 가까운 녀석?과 누구보다 위험한 사나이!             | 2005년 3월 20일                                           | 제34권      |
| 227   | 해군 본부 대장 아오키지! 최고 전력의 위협!                         | 2005년 3월 27일                                           | 제34권      |
| 228   | 고무와 얼음의 맞대결! 루피 VS 아오키지                             | 2005년 3월 27일 (7기 완결)                                | 제34권      |
| 229   | 질주 바다 열차와 물의 도시 워터 세븐                               | 2005년 4월 17일 (8기 첫화)                                | 제34권      |
| 230   | 수상도시 모험 거대 조선 공장으로 향해라                            | 2005년 4월 24일                                           | 제34권      |
| 231   | 프랑키 패밀리와 아이스버그                                         | 2005년 5월 1일                                            | 제34권      |
| 232   | 갈레라 컴퍼니! 1번 조선소의 장관                                   | 2005년 5월 15일                                           | 제34권      |
| 233   | 해적 유괴 사건과 죽음만을 기다리는 해적선                          | 2005년 5월 22일                                           | 제35권      |
| 234   | 동료 구출! 깨부수자 프랑키 하우스                                  | 2005년 6월 5일                                            | 제35권      |
| 235   | 달 아래에서의 큰 싸움! 슬픔에 나부끼는 해적기                      | 2005년 6월 12일                                           | 제35권      |
| 236   | 루피 VS 우솝 부딪히는 남자의 의지                                  | 2005년 6월 19일                                           | 제35권      |
| 237   | 격진 물의 도시! 위험에 처한 아이스버그                             | 2005년 7월 3일                                            | 제35권      |
| 238   | 고무고무 인간 VS 불을 뿜는 인조인간                                | 2005년 7월 10일                                           | 제35권      |
| 239   | 범인은 밀짚모자 해적단?! 물의 도시의 경호원                        | 2005년 7월 31일                                           | 제35권      |
| 240   | 영원한 이별? 어둠을 뿜는 여자 니코 로빈                            | 2005년 8월 7일                                            | 제36권      |
| 241   | 로빈을 잡아라! 밀짚모자 해적단의 결의                              | 2005년 8월 14일                                           | 제36권      |
| 242   | 신호는 포격과 함께! 움직이기 시작한 CP9!                           | 2005년 8월 21일                                           | 제36권      |
| 243   | 가면을 벗은 CP9 그 놀라운 정체                                     | 2005년 9월 4일                                            | 제36권      |
| 244   | 숨겨진 인연! 아이스버그와 프랑키                                   | 2005년 9월 11일                                           | 제36권      |
| 245   | 돌아와 로빈! CP9와의 대결                                          | 2005년 9월 18일                                           | 제37권      |
| 246   | 밀짚모자 해적단 전멸? 모델 레오파드의 위협                         | 2005년 10월 23일                                          | 제37권      |
| 247   | 배에게서도 사랑받은 사나이! 우솝의 눈물                            | 2005년 10월 30일                                          | 제37권      |
| 248   | 프랑키의 과거! 바다 열차가 달린 날                                 | 2005년 11월 6일                                           | 제37권      |
| 249   | 스팬담의 음모! 바다 열차가 흔들린 날                               | 2005년 11월 13일                                          | 제37권      |
| 250   | 전설적인 사나이의 최후! 바다 열차가 울던 날                        | 2005년 11월 27일                                          | 제37권      |
| 251   | 배반의 진상! 로빈의 슬픈 결의!                                     | 2005년 11월 27일                                          | 제38권      |
| 252   | 동료를 갈라놓은 기적소리! 달려가는 바다 열차                       | 2005년 12월 4일                                           | 제38권      |
| 253   | 상디 돌입! 폭풍 속의 바다 열차 배틀                                | 2005년 12월 11일                                          | 제38권      |
| 253.3 | 연말특별기획! 밀짚모자 대장 수사 기록!                             | 2005년 12월 18일                                          | 대백과 SP   |
| 253.5 | (불확실)뭐든지 잘 아는 루피 대백과!                                | 2005년 12월 25일                                          | 대백과 SP   |
| 253.8 | 신년특별기획! 밀짚모자 해적단의 비밀!                              | 2006년 1월 3일                                            | 대백과 SP   |
| 254   | 나미 영혼의 외침 밀짚모자 루피 부활!                               | 2006년 1월 22일                                           | 제38권      |
| 255   | 또 하나의 바다열차 로켓맨 출격!                                    | 2006년 1월 29일                                           | 제38권      |
| 256   | 추신의 전달 밀짚모자 일행의 출항                                   | 2006년 2월 5일                                            | 제38권      |
| 257   | 다가오는 위기! 아쿠아 라그나의 공포                                | 2006년 2월 26일                                           | 제38권      |
| 258   | 의문의 사나이 등장 그 이름은 저격왕                                | 2006년 3월 5일                                            | 제39권      |
| 259   | 요리사 대결! 상디 VS 라면 권법                                     | 2006년 3월 12일                                           | 제39권      |
| 260   | 지붕 위의 결투! 프랑키 VS 네로                                     | 2006년 3월 19일                                           | 제39권      |
| 261   | 격돌! 조로 VS T본 대령                                             | 2006년 4월 2일                                            | 제39권      |
| 262   | 로빈 쟁탈전 저격왕의 기책!                                         | 2006년 4월 16일                                           | 제39권      |
| 263   | 사법의 섬! 에니에스 로비의 전모!                                   | 2006년 4월 30일 (8기 완결)                                | 제39권      |

#### 해적단의 위기 편(264화~384화)
한국어판 기준으로 4기~7기에 해당하는 내용으로 동료인 니코 로빈을 되찾고 고잉 메리호를 보낸 다음 프랑키가 사우전드 써니 호를 만들고 프랑키를 동료로 삼은 밀짚모자 해적단이 스릴러 바크에서 브룩을 만나 동료로 삼고 레드 라인으로 항해하는 내용으로 구성되어 있다.

##### 로빈의 귀환 편(264화~325화)
| 화수 | 부제목                                                         | 방영일                      | 원작      |
| ---- | -------------------------------------------------------------- | --------------------------- | --------- |
| 264  | 상륙 작전 시동! 밀짚모자 일행 돌격하라!                        | 2006년 5월 21일 (9기 첫화)  | 제39권    |
| 265  | 루피 쾌진격! 사법의 섬에서 대결전!                             | 2006년 6월 4일              | 제39권    |
| 266  | 거인족과의 공방! 제2의 문을 열어라!                            | 2006년 6월 11일             | 제40권    |
| 267  | 활로를 뚫어라 하늘을 나는 로켓맨!                              | 2006년 6월 18일             | 제40권    |
| 268  | 루피를 따라 잡아라! 밀짚모자 일행의 총력전                     | 2006년 6월 25일             | 제40권    |
| 269  | 배신당한 로빈! 세계 정부의 기대                                | 2006년 6월 25일             | 제40권    |
| 270  | 로빈을 돌려줘! 루피 VS 블루노                                  | 2006년 7월 2일              | 제40권    |
| 271  | 멈춰서지 말아라! 반격의 봉화를 올려라!                         | 2006년 7월 9일              | 제40권    |
| 272  | 루피가 눈 앞에 재판소 앞 광장에서 집결!                        | 2006년 7월 23일             | 제40권    |
| 273  | 모든 것은 동료를 지키기 위해! 기어 2 발동!                     | 2006년 7월 30일             | 제40권    |
| 274  | 대답해 로빈! 밀짚모자의 절규!                                  | 2006년 8월 6일              | 제41권    |
| 275  | 로빈의 과거 악마라 불린 소녀                                   | 2006년 8월 13일             | 제41권    |
| 276  | 숙명의 모녀 그 어머니의 이름은 올비아                          | 2006년 9월 10일             | 제41권    |
| 277  | 오하라의 비극 버스터 콜의 공포                                 | 2006년 9월 24일             | 제41권    |
| 278  | 살고 싶다고 말해! 우리들은 동료잖아!                           | 2006년 9월 24일             | 제41권    |
| 279  | 폭포를 향해 날아라! 루피의 추억                                | 2006년 10월 1일             | 제41권    |
| 280  | 사나이의 사는 방식! 조로의 기술! 우솝의 꿈!                    | 2006년 10월 8일             | 제41권    |
| 281  | 눈물로 엮인 동료의 인연! 나미의 세계 지도                      | 2006년 10월 15일            | 제41권    |
| 282  | 이별은 남자를 강하게 한다! 상디와 쵸파                         | 2006년 10월 22일            | 제41권    |
| 283  | 모든 것은 동료를 위하여! 어둠 속의 로빈                        | 2006년 10월 29일            | 제41권    |
| 284  | 설계도는 줄 수 없어! 프랑키의 결단!                            | 2006년 11월 5일             | 제41권    |
| 285  | 5개의 열쇠를 빼앗아라! 밀짚모자 해적단 VS CP9                  | 2006년 11월 12일            | 제42권    |
| 286  | 악마의 열매 능력! 카쿠와 재브라 대 변신                        | 2006년 11월 19일            | 제42권    |
| 287  | 죽어도 못 때려! 상디 사나이의 기사도!                          | 2006년 11월 26일            | 제42권    |
| 288  | 후쿠로의 오산! 내 콜라는 생명수!                               | 2006년 12월 3일             | 제42권    |
| 289  | 조로 신기술 작렬! 칼의 이름은 저격왕!?                         | 2006년 12월 10일            | 제42권    |
| 290  | 제어 불능! 쵸파 금단의 럼블!                                   | 2006년 12월 17일            | 제42권    |
| 291  | (연말 특집 스페셜)루피 대장 재등장! 꿈인지 생시인지 복권 소동! | 2006년 12월 24일            | 시대극 SP |
| 292  | (신년 특집 스페셜)성에서의 떡 축제 대회! 빨간 코의 음모!       | 2006년 12월 31일            | 시대극 SP |
| 293  | 거품의 능력자 칼리파! 나미를 덮치는 비누 함정!                 | 2007년 1월 14일             | 제42권    |
| 294  | 또 다시 재현되는 흉보 발동 버스터 콜!                          | 2007년 1월 21일             | 제42권    |
| 295  | 5명의 나미!? 반격은 신기루와 함께!                             | 2007년 1월 28일             | 제43권    |
| 296  | 나미의 결단! 폭주 쵸파를 공격하라!                             | 2007년 2월 4일              | 제43권    |
| 297  | 사냥꾼 상디 등장? 거짓말쟁이 늑대를 보내는 만가                | 2007년 2월 11일             | 제43권    |
| 298  | 작렬의 킥! 상디 발 기술 풀 코스                                | 2007년 2월 25일             | 제43권    |
| 299  | 서늘한 검의 맹수! 조로 VS 카쿠 강력 참격 대결                  | 2007년 3월 4일              | 제43권    |
| 300  | 귀신 조로! 엄청난 기백의 아수라의 화신!!                       | 2007년 3월 11일             | 제43권    |
| 301  | 스팬담 경악! 사법의 탑에 선 영웅!                              | 2007년 3월 18일             | 제43권    |
| 302  | 로빈 해방! 루피 VS 루치 정상 결전!                             | 2007년 3월 25일             | 제44권    |
| 303  | (봄 스페셜)범인은 루피 대장? 사라진 대형 벚꽃을 찾아라!        | 2007년 4월 1일              | 시대극 SP |
| 304  | 이기지 못하면 누구도 지킬 수 없어! 기어 3 시동!                | 2007년 4월 8일              | 제44권    |
| 305  | 전율의 과거 어둠의 정의와 로브 루치                            | 2007년 4월 15일             | 제44권    |
| 306  | 환상의 인어 나타나다? 희미해져 가는 의식 속에서                | 2007년 4월 22일             | 제44권    |
| 307  | 포화에 가라앉는 섬! 프랑키 무념의 외침                         | 2007년 4월 29일             | 제44권    |
| 308  | 루피를 기다려라! 망설임의 다리의 사투                          | 2007년 5월 6일              | 제44권    |
| 309  | 주먹에 담긴의지! 루피 혼신의 총난타                            | 2007년 5월 13일             | 제44권    |
| 310  | 친구 바다에서 나타나다 밀짚모자 루피 최강의 동료               | 2007년 5월 20일             | 제44권    |
| 311  | 전원 대탈출!! 승자의 길을 해적을 위해서...                     | 2007년 5월 27일             | 제44권    |
| 312  | 고마워 메리! 눈에 흩날리는 헤어짐의 바다                       | 2007년 6월 3일 (9기 완결)   | 제44권    |
| 313  | 깨어져버린 안식! 사랑의 주먹을 가진 해군 중장                  | 2007년 6월 10일 (10기 첫화) | 제45권    |
| 314  | 최강의 가계! 밝혀진 루피의 아버지!                             | 2007년 6월 17일             | 제45권    |
| 315  | 그 이름은 신세계! 그랜드 라인의 행방                           | 2007년 6월 24일             | 제45권    |
| 316  | 샹크스 움직이다! 폭주하는 시대를 향한 쐐기                     | 2007년 7월 1일              | 제45권    |
| 317  | 홍대치를 찾는 소녀! 물의 도시 대 수사선                        | 2007년 7월 8일              | 해적단 SR |
| 318  | 엄마는 강하다! 조로의 우당탕 가사일 돕기                       | 2007년 7월 15일             | 해적단 SR |
| 319  | 상디 충격! 수수께끼의 할아버지와 진짜 맛있는 요리              | 2007년 7월 22일             | 해적단 SR |
| 320  | 드디어 전원 현상범! 6억을 넘긴 해적단!                         | 2007년 8월 19일             | 제45권    |
| 321  | 바다를 원하는 백수의 왕! 꿈의 배 당당히 완성!                  | 2007년 8월 26일             | 제45권    |
| 322  | 안녕 사랑하는 부하들! 프랑키 출발                              | 2007년 9월 2일              | 제45권    |
| 323  | 출항 물의 도시! 사나이 우솝 결투의 마무리                      | 2007년 9월 9일              | 제45권    |
| 324  | 돌고 도는 수배서! 고향은 춤추고 배는 나아간다!                 | 2007년 9월 16일             | 제45권    |
| 325  | 최강의 능력! 에이스를 덮쳐 오는 검은 수염의 어둠               | 2007년 9월 23일             | 제45-46권 |

##### 스릴러 바크 편(326화~384화)
| 화수 | 부제목                                                      | 방영일                       | 원작      |
| ---- | ----------------------------------------------------------- | ---------------------------- | --------- |
| 326  | 의문의 해적 일당! 써니 호와 위험한 함정                     | 2007년 10월 14일             | 피닉스 SR |
| 327  | 써니 호 핀치! 울어라 초고속의 비밀 메카                     | 2007년 10월 21일             | 피닉스 SR |
| 328  | 신세계에 가라앉는 꿈! 실의의 해적 퍼즐                      | 2007년 10월 28일             | 피닉스 SR |
| 329  | 덮쳐오는 자객들! 얼음위 대배틀 개시!                        | 2007년 11월 4일              | 피닉스 SR |
| 330  | 대고전 밀짚모자 해적단! 깃발에 건 해적의 영혼               | 2007년 11월 11일             | 피닉스 SR |
| 331  | 숨막힐듯한 더위 전개! 덮치는 쌍둥이의 자력 파워             | 2007년 11월 18일             | 피닉스 SR |
| 332  | 대혼란의 저택! 분노한 앗치노와 붙잡힌 해적단                | 2007년 11월 25일             | 피닉스 SR |
| 333  | 불사조 부활! 친구에게 맹세하는 해적기의 꿈                  | 2007년 12월 2일              | 피닉스 SR |
| 334  | 화끈화끈 초결전! 루피 VS 작열의 돈                          | 2007년 12월 9일              | 피닉스 SR |
| 335  | 신세계에서 기다릴게! 용감한 해적들과의 이별                 | 2007년 12월 16일             | 피닉스 SR |
| 336  | (쵸파맨 SP)출동 쵸파맨! 지켜라 강 둔치의 방송국             | 2007년 12월 23일 (10기 완결) | 쵸파맨 SP |
| 337  | 마의 바다 돌입! 안개 속에서 떠오른 수수께끼의 해골          | 2008년 1월 6일 (11기 첫화)   | 제46권    |
| 338  | 사람과 만난 기쁨! 해골 신사의 정체                          | 2008년 1월 13일              | 제46권    |
| 339  | 괴현상 오싹오싹! 스릴러 바크 상륙                           | 2008년 1월 20일              | 제46권    |
| 340  | 천재라고 불린 남자! 호그백 등장!                            | 2008년 1월 27일              | 제46권    |
| 341  | 나미 대위기! 좀비 저택과 투명 인간                          | 2008년 2월 3일               | 제46권    |
| 342  | 좀비의 정체! 악몽의 호그백 연구소                           | 2008년 2월 10일              | 제46권    |
| 343  | 그 이름은 모리아! 그림자를 쥔 대해적의 함정                 | 2008년 2월 17일              | 제46권    |
| 344  | 좀비 송의 향연! 야습의 종은 어둠의 소리                     | 2008년 2월 24일              | 제47권    |
| 345  | 동물 한가득 페로나의 원더 가든                              | 2008년 3월 2일               | 제47권    |
| 346  | 사라지는 밀짚모자 해적단! 갑자기 나타난 수수께끼의 검사!    | 2008년 3월 9일               | 제47권    |
| 347  | 남아있는 기사도! 나미를 지키는 배신자 좀비                  | 2008년 3월 16일              | 제47권    |
| 348  | 하늘에서 등장! 검협 콧노래는 그 남자!                       | 2008년 3월 23일              | 제47권    |
| 349  | 루피 긴급 사태! 최강의 그림자의 행방!                       | 2008년 3월 30일              | 제47권    |
| 350  | 마인이라 불리었던 전사!! 오즈 부활의 때                     | 2008년 4월 20일              | 제47권    |
| 351  | 500년만의 부활!! 오즈 눈을 뜨다!!                           | 2008년 4월 27일              | 제47권    |
| 352  | 신념의 목숨 구걸 아프로를 지키는 브룩                       | 2008년 5월 4일               | 제47권    |
| 353  | 남자의 맹세는 죽지 않는다!! 머나먼 하늘에서 기다릴 친구에게 | 2008년 5월 11일              | 제47권    |
| 354  | 반드시 만나러 갈게!! 브룩과 약속의 장소                     | 2008년 5월 18일              | 제47권    |
| 355  | 밥과 나미와 그림자!! 루피 분노의 대반격                     | 2008년 5월 25일              | 제48권    |
| 356  | 우솝 최강？ 네거티브는 맡겨줘                               | 2008년 6월 1일               | 제48권    |
| 357  | 제네럴 좀비 순식간에 박멸!! 오즈는 모험의 기분!!            | 2008년 6월 8일               | 제48권    |
| 358  | 불꽃의 기사 상디!! 차날려라 거짓된 결혼식                   | 2008년 6월 15일              | 제48권    |
| 359  | 투명투명의 인연？ 빼앗긴 상디의 꿈                          | 2008년 6월 22일              | 제48권    |
| 360  | 구해줘 히어로!! 적은 불사신의 프린세스                      | 2008년 6월 29일              | 제48권    |
| 361  | 페로나 공포!! 거짓말의 우는 우솝의 우                       | 2008년 7월 6일               | 제48권    |
| 362  | 지붕에서 춤추는 참격! 결착 조로 VS 류마                     | 2008년 7월 13일              | 제48권    |
| 363  | 쵸파 격노!! 호그백 마의 의술                                | 2008년 7월 20일              | 제48권    |
| 364  | 오즈 울부짖다! 나와라! 밀짚모자의 일당                      | 2008년 7월 27일              | 제48권    |
| 365  | 적은 루피!! 최강 좀비 대 밀짚모자 일당                      | 2008년 8월 3일               | 제48권    |
| 366  | 쓰러져라 압살롬!! 나미 우정의 뇌격!!                        | 2008년 8월 17일              | 제49권    |
| 367  | 만회하는 다운!! 필살 밀짚모자 도킹？                        | 2008년 8월 24일              | 제49권    |
| 368  | 소리없는 적습!! 의문의 방문자 폭군 쿠마                     | 2008년 8월 31일              | 제49권    |
| 369  | 오즈+모리아 힘과 두뇌의 최강합체                            | 2008년 9월 7일               | 제49권    |
| 370  | 역전의 비책 나이트메어 루피 대면                            | 2008년 9월 14일              | 제49권    |
| 371  | 괴멸 밀짚모자 일행 그림자그림자 능력 전개                   | 2008년 9월 21일              | 제49권    |
| 372  | 초절정 배틀 스타트 루피 VS 루피                             | 2008년 9월 28일              | 제49권    |
| 373  | 결착 다가오다!! 내리쳐라 마무리 일격                        | 2008년 10월 5일              | 제49권    |
| 374  | 몸이 사라져! 악몽의 섬에 다가오는 아침 해                   | 2008년 10월 12일             | 제50권    |
| 375  | 끝나지 않은 위기! 밀짚모자 일행 말살 지령                   | 2008년 10월 19일             | 제50권    |
| 376  | 모든 것을 튕긴다! 쿠마의 발바닥발바닥 능력                  | 2008년 11월 9일              | 제50권    |
| 377  | 동료의 아픔은 내 아픔 조로 결사의 싸움                      | 2008년 11월 16일             | 제50권    |
| 378  | 먼 옛날의 약속 해적의 노래와 작은 고래                      | 2008년 11월 23일             | 제50권    |
| 379  | 브룩의 과거! 명랑한 동료와의 슬픈 이별                      | 2008년 11월 30일             | 제50권    |
| 380  | 빙크스의 술 과거와 현재를 잇는 노래                         | 2008년 12월 7일              | 제50권    |
| 381  | 새로운 동료! 음악가 콧노래 브룩                             | 2008년 12월 14일 (11기 완결) | 제50권    |
| 382  | 느릿느릿의 위협 은여우 폭시 다시 만나다                     | 2008년 12월 21일 (12기 첫화) | 은여우 SR |
| 383  | 보물 대 쟁탈전! 붕괴 스파 아일랜드호                        | 2008년 12월 28일             | 은여우 SR |
| 384  | 브룩 대분발 진정한 동료로의 길은 멀고도 험하다?             | 2009년 1월 4일               | 해적단 SR |

#### 해적단의 성장 편(385화~516화)
한국어판 기준으로 8~15기(에니에스 로비, 스릴러 바크, 샤본디 제도 및 여인섬, 임펠다운, 마린포드)에 해당하는 내용으로 샤본디 제도에서 갑작스런 붕괴를 맞이한 루피와 밀짚모자 해적단 일행이 다시 만나길 바라며 각자 수행하면서 성장해 나가는 이야기를 그리고 있다. 원피스 최고의 장면이라는 정상결전이 해당 편 대부분을 차지한다.

##### 해적단 붕괴 편(385화~456화)
| 화수 | 부제목                                             | 방영일                      | 원작      |
| ---- | -------------------------------------------------- | --------------------------- | --------- |
| 385  | 그랜드 라인 반바퀴 도달! 레드 라인!!               | 2009년 1월 18일             | 제50권    |
| 386  | 밀짚모자 일행을 증오하는 철가면의 듀발 등장        | 2009년 1월 25일             | 제50권    |
| 387  | 인연의 재회! 붙잡힌 어인을 구출하라                | 2009년 2월 1일              | 제51권    |
| 388  | 비극! 가면에 숨겨진 듀발의 진실                    | 2009년 2월 8일              | 제51권    |
| 389  | 작렬! 써니호의 비밀병기 어흥포!                    | 2009년 2월 15일             | 제51권    |
| 390  | 어인섬을 목표로 한 상륙 샤봉디 제도                | 2009년 2월 22일             | 제51권    |
| 391  | 포악! 샤봉디의 지배자 천룡인                       | 2009년 3월 1일              | 제51권    |
| 392  | 새로운 라이벌의 집결! 11명의 초신성                | 2009년 3월 8일              | 제51권    |
| 393  | 목표는 케이미! 덮쳐오는 인신매매단의 마수          | 2009년 3월 15일             | 제51권    |
| 394  | 케이미를 구하라! 제도에 남아있는 암묵의 역사       | 2009년 3월 29일             | 제51권    |
| 395  | 타임 리미트 휴먼 옥션 개막                         | 2009년 4월 5일              | 제51권    |
| 396  | 철권작렬! 옥션 회장을 부셔라                       | 2009년 4월 12일             | 제51권    |
| 397  | 대혼란! 옥션 회장의 사투                           | 2009년 4월 19일             | 제52권    |
| 398  | 대장 키자루 움직이다 들썩이는 샤봉디 제도          | 2009년 4월 26일             | 제52권    |
| 399  | 포위망을 돌파해라! 해군 VS 3명의 선장              | 2009년 5월 3일              | 제52권    |
| 400  | 로저와 레일리 해적왕과 그 오른팔                   | 2009년 5월 10일             | 제52권    |
| 401  | 회피 불가능!? 대장 키자루의 광속 발차기!           | 2009년 5월 17일             | 제52권    |
| 402  | 압도적! 해군의 전투병기 파시피스타                 | 2009년 5월 24일             | 제52권    |
| 403  | 새로운 강적이 나타나다! 큰 도끼를 멘 센토마루      | 2009년 5월 31일             | 제52권    |
| 404  | 대장 키자루의 맹공 밀짚모자 일행 절체절명          | 2009년 6월 7일              | 제52권    |
| 405  | 사라진 동료들 밀짚모자 일행 최후의 날              | 2009년 6월 14일 (12기 완결) | 제53권    |
| 406  | (SP)시대극 특별편 루피 두목 또 다시 등장           | 2009년 6월 21일 (13기 첫화) | 시대극 SP |
| 407  | (SP)시대극 특별편 깨부숴라! 스릴러 상회의 함정     | 2009년 6월 28일             | 시대극 SP |
| 408  | 상륙! 남자금제의 섬 아마존 릴리                    | 2009년 7월 5일              | 제53권    |
| 409  | 서둘러라! 동료들의 곁으로 여인섬의 모험            | 2009년 7월 12일             | 제53권    |
| 410  | 모두 헤롱헤롱! 해적 여제 핸콕                      | 2009년 7월 19일             | 제53권    |
| 411  | 등에 숨겨진 비밀 조우 루피와 뱀공주                | 2009년 8월 2일              | 제53권    |
| 412  | 비정한 심판! 돌로 변한 마가렛!!                    | 2009년 8월 9일              | 제53권    |
| 413  | 루피 대고전! 뱀 자매의 패기의 힘!!                 | 2009년 8월 16일             | 제53권    |
| 414  | 능력 전개 배틀!! 고무고무 VS 뱀뱀                  | 2009년 8월 23일             | 제53권    |
| 415  | 핸콕의 고백 자매들의 끔찍한 과거                   | 2009년 8월 30일             | 제53권    |
| 416  | 에이스를 구하라! 새로운 목적지는 대감옥            | 2009년 9월 6일              | 제53권    |
| 417  | 사랑은 허리케인! 헤롱헤롱 핸콕                     | 2009년 9월 13일             | 제54권    |
| 418  | 동료들의 행방 천공의 과학과 기계섬                 | 2009년 9월 20일             | 제54권    |
| 419  | 동료들의 행방 거대 새의 섬과 복숭아빛 낙원!        | 2009년 9월 27일             | 제54권    |
| 420  | 동료들의 행방 섬을 잇는 다리와 식인식물            | 2009년 10월 4일             | 제54권    |
| 421  | 동료들의 행방 네거티브 프린세스와 악마왕           | 2009년 10월 11일            | 제54권    |
| 422  | 결사의 잠입! 해저 감옥 임펠 다운                   | 2009년 10월 18일            | 제54권    |
| 423  | 지옥에서 재회!? 동강동강 열매의 능력자!            | 2009년 10월 25일            | 제54권    |
| 424  | 돌파하라! 홍련 지옥 버기의 화려한 대작전           | 2009년 11월 1일             | 제54권    |
| 425  | 감옥 최강의 사나이! 독인간 마젤란 등장             | 2009년 11월 8일             | 제54권    |
| 426  | (SP)영화 연동 스페셜 움직이기 시작한 금사자의 야망 | 2009년 11월 15일            | 극장판 SP |
| 427  | (SP)영화 연동 스페셜 노려진 리틀 이스트 블루       | 2009년 11월 22일            | 극장판 SP |
| 428  | (SP)영화 연동 스페셜 아미고 해적단의 맹공          | 2009년 11월 29일            | 극장판 SP |
| 429  | (SP)영화 연동 스페셜 결전! 루피 VS 라르고          | 2009년 12월 6일             | 극장판 SP |
| 430  | 붙잡힌 왕하 칠무해! 해협의 징베                    | 2009년 12월 13일            | 제54권    |
| 431  | 옥지기장 사루데스의 함정 Lv 3. 기아 지옥           | 2009년 12월 20일            | 제54권    |
| 432  | 해방된 백조! 재회! 봉쿠레                          | 2009년 12월 27일            | 제54권    |
| 433  | 서장 마젤란 움직이다 완성! 밀짚모자 포위망         | 2010년 1월 10일             | 제54권    |
| 434  | 전력 집결! Lv 4. 초열 지옥에서의 결전              | 2010년 1월 17일             | 제55권    |
| 435  | 마젤란 강하다! 봉쿠레 적 앞에서 도망               | 2010년 1월 24일             | 제55권    |
| 436  | 죽음을 결심하다! 결사의 루피 최후의 일격           | 2010년 1월 31일             | 제55권    |
| 437  | 친구니까 봉쿠레 결사의 구출행                      | 2010년 2월 7일              | 제55권    |
| 438  | 지옥에 낙원 임펠 다운 Lv 5.5                       | 2010년 2월 14일             | 제55권    |
| 439  | 루피 치료개시 이와씨 기적의 힘!!                   | 2010년 2월 21일             | 제55권    |
| 440  | 기적을 믿어! 봉쿠레 영혼의 응원                    | 2010년 2월 28일             | 제55권    |
| 441  | 루피 부활! 이와씨 탈옥 계획 시동!!                 | 2010년 3월 7일              | 제55권    |
| 442  | 에이스 호송 개시 최하층 Lv 6의 공방!               | 2010년 3월 14일             | 제55권    |
| 443  | 최강팀 결성 진한! 임펠 다운                        | 2010년 3월 21일             | 제55권    |
| 444  | 더해지는 혼란! 검은 수염 티치 내습                 | 2010년 3월 28일             | 제56권    |
| 445  | 위험한 만남! 검은 수염과 비의 시류                 | 2010년 4월 4일              | 제56권    |
| 446  | 의지로라도 쓰러질 수 없어! 본기의 한냐발           | 2010년 4월 11일             | 제56권    |
| 447  | 분노의 JET 피스톨 루피 VS 검은 수염                | 2010년 4월 18일             | 제56권    |
| 448  | 마젤란을 막아라! 이와 씨 오의작렬                  | 2010년 4월 25일             | 제56권    |
| 449  | 마젤란의 기책! 속아버린 탈옥 계획                  | 2010년 5월 2일              | 제56권    |
| 450  | 탈옥팀 절체절명 금지된 기술 "베놈 데몬"            | 2010년 5월 9일              | 제56권    |
| 451  | 일으켜라 마지막의 기적 정의의 문을 돌파해라        | 2010년 5월 16일             | 제56권    |
| 452  | 노려라 해군 본부 에이스 구출을 위한 출항!          | 2010년 5월 23일             | 제56권    |
| 453  | 동료들의 행방 하늘섬 리포트와 개조동물             | 2010년 5월 30일             | 제56-57권 |
| 454  | 동료들의 행방 거대 새의 히나와 복숭아색의 대결     | 2010년 6월 6일              | 제56-57권 |
| 455  | 동료들의 행방 혁명군과 폭식의 숲의 덫!             | 2010년 6월 13일             | 제56-57권 |
| 456  | 동료들의 행방 거대한 부표와 팬티의 은혜            | 2010년 6월 20일             | 제56-57권 |

##### 격전의 연속 편(457화~516화)
| 화수 | 부제목                                           | 방영일                      | 원작      |
| ---- | ------------------------------------------------ | --------------------------- | --------- |
| 457  | 마린포드 직전 회상 스페셜 형제의 맹세!           | 2010년 6월 27일             | 제56권    |
| 458  | 마린포드 직전 회상 스페셜 집결! 삼대장           | 2010년 7월 11일 (13기 완결) | 제56권    |
| 459  | 결전의 때가 다가온다! 해군 최강의 포진 완성!     | 2010년 7월 18일 (14기 첫화) | 제56권    |
| 460  | 거대 함대 나타나다 내습! 흰 수염 해적단          | 2010년 8월 1일              | 제56권    |
| 461  | 결전의 막이 열리다! 에이스와 흰 수염의 과거      | 2010년 8월 8일              | 제57권    |
| 462  | 세계를 멸할 힘! 흔들흔들 열매의 능력             | 2010년 8월 15일             | 제57권    |
| 463  | 모든 것을 불태운다!! 대장 아카이누의 힘!         | 2010년 8월 22일             | 제57권    |
| 464  | 마인의 자손! 리틀 오즈 주니어 돌진!              | 2010년 8월 29일             | 제57권    |
| 465  | 승자만이 정의 발동! 센고쿠의 작전!               | 2010년 9월 5일              | 제57권    |
| 466  | 밀짚모자 팀 도착 긴박한 상황의 전장              | 2010년 9월 12일             | 제57권    |
| 467  | 죽어도 구하겠어 루피 VS 해군 전투 개시           | 2010년 9월 19일             | 제57권    |
| 468  | 격전의 연속! 능력자 군단 VS 능력자 군단          | 2010년 9월 26일             | 제57권    |
| 469  | 쿠마에게 일어난 이변 이와씨 분노의 일격          | 2010년 10월 3일             | 제57권    |
| 470  | 검호 미호크 루피에게 닥치는 흑도의 참격          | 2010년 10월 10일            | 제57권    |
| 471  | 전멸 작전 시동 파시피스타 군단의 위력            | 2010년 10월 17일            | 제57권    |
| 472  | 아카이누의 모략! 곤경에 빠진 흰 수염             | 2010년 10월 24일            | 제58권    |
| 473  | 포위벽 작동! 흰 수염 해적단 절체절명!!           | 2010년 10월 31일            | 제58권    |
| 474  | 처형 집행 지령 내려지다 포위벽을 돌파하라!       | 2010년 11월 7일             | 제58권    |
| 475  | 최종 국면 돌입! 흰 수염 기사회생의 한 수         | 2010년 11월 14일            | 제58권    |
| 476  | 루피 힘을 다하다! 오리스 광장의 총력전!          | 2010년 11월 21일            | 제58권    |
| 477  | 생명을 깎는 힘! 텐션 호르몬 다시 한 번           | 2010년 11월 28일            | 제58권    |
| 478  | 약속을 위해!! 격돌! 루피와 코비                  | 2010년 12월 5일             | 제58권    |
| 479  | 처형대가 눈 앞! 열린 에이스에게 가는 길!!        | 2010년 12월 12일            | 제58권    |
| 480  | 각자가 선택한 길 루피 VS 거프!                   | 2010년 12월 19일            | 제58권    |
| 481  | 에이스 구출! 흰 수염 최후의 선장 명령!           | 2010년 12월 26일            | 제58권    |
| 482  | 불을 태우는 힘 아카이누 매정한 추격              | 2011년 1월 9일              | 제58권    |
| 483  | 해답을 찾아서 불주먹 에이스 전장에서 죽다        | 2011년 1월 16일             | 제59권    |
| 484  | 해군 본부 붕괴! 흰 수염 말없는 분노!             | 2011년 1월 23일             | 제59권    |
| 485  | 결판을 짓다 흰 수염 VS 검은 수염 해적단          | 2011년 1월 30일             | 제59권    |
| 486  | 쇼의 개막 밝혀진 검은 수염의 속셈                | 2011년 2월 6일              | 제59권    |
| 487  | 아카이누의 집념! 루피를 덮치는 마그마 주먹       | 2011년 2월 13일             | 제59권    |
| 488  | 필사의 외침 운명을 바꾸는 용기있는 몇 초         | 2011년 2월 20일             | 제59권    |
| 489  | 샹크스 등장! 정상결전 드디어 종결                | 2011년 3월 6일 (14기 완결)  | 제59권    |
| 490  | 군웅할거하다! "새로운 시대"의 시작!              | 2011년 3월 20일 (15기 첫화) | 제59권    |
| 491  | 여인섬 상륙 루피를 괴롭히는 가혹한 현실          | 2011년 3월 27일             | 제59권    |
| 492  | (SP)최강 태그! 분투 루피와 토리코                | 2011년 4월 3일              | 토리코 SP |
| 493  | 루피와 에이스 형제의 만남 이야기!                | 2011년 4월 10일             | 제59권    |
| 494  | 사보 등장! 그레이 터미널의 소년                  | 2011년 4월 17일             | 제59권    |
| 495  | 나는 도망치지 않아 에이스 결사의 구출작전        | 2011년 4월 24일             | 제59권    |
| 496  | 언젠가 바다에! 세명의 악동 맹세의 술잔!          | 2011년 5월 1일              | 제60권    |
| 497  | 다단 일가와의 이별!? 완성! 비밀기지              | 2011년 5월 8일              | 제60권    |
| 498  | 루피 제자 입문!? 해적왕과 싸웠던 사나이!         | 2011년 5월 15일             | 제59-60권 |
| 499  | 거대 호랑이와의 결전! 선장이 되는 것은 누구!     | 2011년 5월 22일             | 제60권    |
| 500  | 빼앗겨버린 자유! 삼형제에게 다가오는 귀족의 함정 | 2011년 5월 29일             | 제60권    |
| 501  | 일어난 불길 그레이 터미널의 위기                 | 2011년 6월 5일              | 제60권    |
| 502  | 자유는 어디에 있지? 소년의 슬픈 출항             | 2011년 6월 12일             | 제60권    |
| 503  | 잘 부탁한다! 형제로부터 도착한 편지!             | 2011년 6월 19일             | 제60권    |
| 504  | 약속을 지키기 위해서 각자 떠나는 여행!           | 2011년 6월 26일             | 제60권    |
| 505  | 그 녀석들이 보고싶어! 루피 눈물의 외침           | 2011년 7월 3일              | 제60권    |
| 506  | 밀짚모자의 일행의 격진! 전해진 흉보              | 2011년 7월 10일             | 제60권    |
| 507  | 명왕 레일리와의 재회 루피 결단의 때              | 2011년 7월 17일             | 제60권    |
| 508  | 선장의 곁으로 하늘 섬의 탈옥과 겨울 섬의 사건    | 2011년 7월 31일             | 제60권    |
| 509  | 접촉! 대검호 미호크 조로 오기의 사투             | 2011년 8월 7일              | 제60권    |
| 510  | 상디의 수난 왕국에 귀환한 여왕                   | 2011년 8월 14일             | 제60권    |
| 511  | 설마의 상륙! 루피 마린 포드에!                   | 2011년 8월 21일             | 제60권    |
| 512  | 동료에게 닿아라 퍼져나가라 대 뉴스               | 2011년 8월 28일             | 제60권    |
| 513  | 움직이는 해적들! 경천동지의 신세계               | 2011년 9월 4일              | 제61권    |
| 514  | 지옥을 살아가다 상디 남자의 자존심을 건 싸움     | 2011년 9월 11일             | 제61권    |
| 515  | 더욱 강해진다! 조로 선장에게로의 맹세            | 2011년 9월 18일             | 제61권    |
| 516  | 루피 수행 개시! 2년 후 약속의 장소에서           | 2011년 9월 25일 (15기 완결) | 제61권    |

## 애니메이션 방영 목록(3부)

### 3부(517화~877화)

#### 2년후의 해적단 편(517화~750화)
한국어 판으로는 16~19기(어인섬, 펑크해저드, 드레스로자)에 해당하는 내용으로, 정상결전 2년 후 재 집결 편부터 어인섬, 드레스로자를 거쳐 조우섬 도착 전까지의 스토리를 담고 있다.
16기는 어인섬 편으로 재집결부터 어인섬 출항까지 방영되었다. 17기는 펑크해저드 편으로 2018년 3월 5일부터 6월 19일까지 방영되었다. 18~19기는 드레스로자 편으로 18기는 2019년 3월 5일부터 7월 24일, 19기는 2020년 1월 16일부터 5월 28일까지 방영했다.

##### 점거당한 용궁성 편(517화~578화)
전원 재집결 편(517화~522화)
| 화수 | 부제목                             | 방영일                      | 원작     |
| ---- | ---------------------------------- | --------------------------- | -------- |
| 517  | 신장개막! 재집결! 밀짚모자 일행    | 2011년 10월 2일 (16기 첫화) | 제 517권 |
| 518  | 일촉즉발! 루피 VS 가짜 루피        | 2011년 10월 9일             | 제 518권 |
| 519  | 해군출동 노려지는 밀짚모자 일행    | 2011년 10월 16일            | 제 519권 |
| 520  | 대물집결 가짜 밀짚모자 일당의 위협 | 2011년 10월 23일            | 제 520권 |
| 521  | 전투개시! 보여주마 수련의 성과!    | 2011년 10월 30일            | 제 521권 |
| 522  | 전원집합 루피 신세계로의 출항      | 2011년 11월 6일             | 제 522권 |

어인섬 상륙 편(523화~538화)
| 화수 | 부제목                              | 방영일           | 원작     |
| ---- | ----------------------------------- | ---------------- | -------- |
| 523  | 경악의 진실 써니 호를 지킨 사나이   | 2011년 11월 13일 | 제 523권 |
| 524  | 바다 속의 사투 나타난 대해원의 악마 | 2011년 11월 20일 | 제 524권 |
| 525  | 심해에서 조난 흩어진 밀짚모자 일행  | 2011년 11월 27일 | 제 525권 |
| 526  | 해저 화산 분화! 떠내려가는 어인섬   | 2011년 12월 4일  | 제 526권 |
| 527  | 어인섬 상륙 아름다운 인어들         | 2011년 12월 11일 | 제 527권 |
| 528  | 흥분 폭발! 상디 생명의 위기!        | 2011년 12월 18일 | 제 528권 |
| 529  | 어인섬 멸망!? 셜리의 예언           | 2011년 12월 25일 | 제 529권 |
| 530  | 어인섬의 왕 해신 넵튠!              | 2012년 1월 8일   | 제 530권 |
| 531  | 용궁성! 구해준 상어를 따라서        | 2012년 1월 15일  | 제 531권 |
| 532  | 겁쟁이에 울보! 경각탑의 인어공주    | 2012년 1월 22일  | 제 532권 |
| 533  | 긴급사태 발생. 점거당한 용궁성      | 2012년 1월 29일  | 제 533권 |
| 534  | 용궁성 격진! 시라호시 유괴 사건     | 2012년 2월 5일   | 제 534권 |
| 535  | 호디 내습. 복수 계획의 시작         | 2012년 2월 12일  | 제 535권 |
| 536  | 류구성의 결전! 조로 vs 호디         | 2012년 2월 19일  | 제 536권 |
| 537  | 시라호시를 지켜라. 데켄의 추격      | 2012년 2월 26일  | 제 63권  |
| 538  | 일당 패배!? 호디 류구성 제압        | 2012년 3월 4일   | 제 63권  |

어인 해적단 편(539화~557화)
| 화수 | 부제목                            | 방영일          | 원작     |
| ---- | --------------------------------- | --------------- | -------- |
| 539  | 되살아나는 인연 나미와 어인해적단 | 2012년 3월 18일 | 제 63권  |
| 540  | 노예해방의 영웅 모험가 타이거     | 2012년 3월 25일 | 제 63권  |
| 541  | 키자루 등장, 타이거를 노리는 함정 | 2012년 4월 1일  | 제 63권  |
| 542  | 팀 결성! 쵸파를 구하라!           | 2012년 4월 8일  | 토리코SP |
| 543  | 영웅의 최후! 타이거, 충격의 진실  | 2012년 4월 15일 | 제 63권  |
| 544  | 해적단 분열 징베 VS 아론          | 2012년 4월 22일 | 제 63권  |
| 545  | 들썩이는 어인섬 표착한 천룡인 편  | 2012년 4월 29일 | 제 63권  |
| 546  | 오토히메 여왕 최후                | 2012년 5월 6일  | 제 63권  |
| 547  | 다시 현재로! 움직이는 호디        | 2012년 5월 13일 | 제 64권  |
| 548  | 왕국 격침, 넵튠 왕 처형 지령      | 2012년 5월 20일 | 제 64권  |
| 549  | 뜻밖에 균열 루피 VS 징베          | 2012년 5월 27일 | 제 64권  |
| 550  | 호디의 이변 흉약의 진정한 힘!     | 2012년 6월 4일  | 제 64권  |
| 551  | 결전 시작되다 콩코르드 광장       | 2012년 6월 10일 | 제 64권  |
| 552  | 충격의 고백 오토히메 암살의 진실  | 2012년 6월 17일 | 제 64권  |
| 553  | 시라호시의 눈물! 루피 드디어 등장 | 2012년 6월 23일 | 제 64권  |
| 554  | 대격돌 밀짚모자 일당 VS 10만의 적 | 2012년 7월 1일  | 제 64권  |
| 555  | 대담한 기술 작렬 조로 상디 출격   | 2012년 7월 8일  | 제 64권  |
| 556  | 조기공개 써니호의 비밀병기        | 2012년 7월 15일 | 제 64권  |
| 557  | 철의 해적 프랑키 장군 등장        | 2012년 7월 29일 | 제 557권 |

호디의 정체 편(558화~578화)
| 화수 | 부제목                                  | 방영일                       | 원작       |
| ---- | --------------------------------------- | ---------------------------- | ---------- |
| 558  | 노아 접근! 어인섬 괴멸 위기!            | 2012년 8월 5일               | 제 558권   |
| 559  | 서둘러 루피! 시라호시 절체절명          | 2012년 8월 12일              | 제 65권    |
| 560  | 격투 시작! 루피 VS 호디                 | 2012년 8월 19일              | 제 65권    |
| 561  | 혼전! 일당 VS 신어인 해적단             | 2012년 8월 26일              | 제 65권    |
| 562  | 루피 패배!? 호디 복수의 시간            | 2012년 9월 2일               | 제 65권    |
| 563  | 충격적인 사실 호디의 정체               | 2012년 9월 9일               | 제 65권    |
| 564  | 제로! 루피의 뜨거운 소원                | 2012년 9월 16일              | 제 65권    |
| 565  | 루피 혼신의 일격! 불총 작렬             | 2012년 9월 23일              | 제 65권    |
| 566  | 마침내 결착! 호디와의 최종 결전         | 2012년 9월 30일              | 제 65권    |
| 567  | 멈춰라 노아! 결사의 엘리펀트 건 난타    | 2012년 10월 7일              | 제 65-66권 |
| 568  | 미래로! 태양으로 이어지는 길            | 2012년 10월 14일             | 제 66권    |
| 569  | 밝혀진 비밀 고대병기의 진실             | 2012년 10월 23일             | 제 66권    |
| 570  | 일당 경악! 새로운 해군 원수!            | 2012년 10월 30일             | 제 66권    |
| 571  | 과자 좋아하는 사황 빅 맘                | 2012년 11월 4일              | 제 66권    |
| 572  | 전도다난 신세계의 함정                  | 2012년 11월 11일             | 제 66권    |
| 573  | 드디어 출항! 안녕 어인섬                | 2012년 11월 18일             | 제 66권    |
| 574  | 신세계로 최강의 바다를 목표로           | 2012년 11월 25일             | 제 66권    |
| 575  | (SP)Z의 야망편, 작은거인 릴리           | 2012년 12월 2일              | 극장판 SP  |
| 576  | (SP)Z의 야망편,수수께끼의 최강군단 등장 | 2012년 12월 9일              | 극장판 SP  |
| 577  | (SP)Z의 야망편, 결사의 대탈출 작전      | 2012년 12월 16일             | 극장판 SP  |
| 578  | (SP)Z의 야망편, 루피 VS 슈조            | 2012년 12월 23일 (16기 완결) | 극장판 SP  |

##### 결성된 해적동맹 편(579화~629화)
일당 소란 편(579화~593화)
| 화수 | 부제목                              | 방영일                     | 원작       |
| ---- | ----------------------------------- | -------------------------- | ---------- |
| 579  | 상륙! 불타는 섬 펑크 해저드         | 2013년 1월 6일 (17기 첫화) | 제 66권    |
| 580  | 작렬하는 싸움! 루피 VS 거대용!      | 2013년 1월 13일            | 제 66권    |
| 581  | 일당 소란! 목만 있는 사무라이 등장! | 2013년 1월 20일            | 제 66-67권 |
| 582  | 경악! 드디어 밝혀지는 섬의 비밀     | 2013년 1월 27일            | 제 67권    |
| 583  | 아이들을 지키자! 일행 전투 개시     | 2013년 2월 3일             | 제 67권    |
| 584  | 검술 승부, 브룩 VS 의문의 몸통 검사 | 2013년 2월 10일            | 제 67권    |
| 585  | 칠무해! 트라팔가 로우               | 2013년 2월 17일            | 제 67권    |
| 586  | 대 위기! 루피 극한의 호수에 침몰    | 2013년 3월 3일             | 제 67권    |
| 587  | 격돌! 로우 VS 스모커 중장           | 2013년 3월 17일            | 제 67권    |
| 588  | 2년만의 재회! 루피와 로우           | 2013년 3월 24일            | 제 67권    |
| 589  | 세계최악! 공포의 과학자 시저        | 2013년 3월 31일            | 제 67권    |
| 590  | 사상최강 콜라보 VS 바다의 미식가    | 2013년 4월 7일             | 토리코 SP  |
| 591  | 쵸파 격노! 마스터의 비정한 실험     | 2013년 4월 14일            | 제 67권    |
| 592  | 일당 말살! 전설의 살인마 내습       | 2013년 4월 21일            | 제 67권    |
| 593  | 나미를 구하라! 루피 설산에서의 싸움 | 2013년 4월 28일            | 제 67권    |

해적 동맹 편(594화~609화)
| 화수 | 부제목                                  | 방영일          | 원작    |
| ---- | --------------------------------------- | --------------- | ------- |
| 594  | 결성! 루피 로우 해적동맹                | 2013년 5월 5일  | 제 68권 |
| 595  | 마스터를 잡아라 해적동맹 작전개시!      | 2013년 5월 12일 | 제 68권 |
| 596  | 전멸의 위기 죽음의 몬스터 비래          | 2013년 5월 19일 | 제 68권 |
| 597  | 대격전 시저 진정한 능력 발동!           | 2013년 5월 26일 | 제 68권 |
| 598  | 불꽃을 가르는 사무라이! 여우불의 킨에몬 | 2013년 6월 2일  | 제 68권 |
| 599  | 충격! 수수께끼의 남자, 베르고의 정체!   | 2013년 6월 9일  | 제 68권 |
| 600  | 아이들을 지켜라! 다가오는 마스터의 마수 | 2013년 6월 16일 | 제 68권 |
| 601  | 신세계 격진 시저 악몽의 실험            | 2013년 6월 23일 | 제 68권 |
| 602  | 사상 최악의 살육병기! 죽음의 나라       | 2013년 6월 30일 | 제 68권 |
| 603  | 반격 개시! 루피·로우 대탈출             | 2013년 7월 7일  | 제 68권 |
| 604  | R동을 향해라! 해적동맹 쾌진격           | 2013년 7월 14일 | 제 69권 |
| 605  | 타시기의 눈물 G5결사의 돌파작전         | 2013년 7월 21일 | 제 69권 |
| 606  | 배신의 중장! 도깨비대나무의 베르고      | 2013년 7월 28일 | 제 69권 |
| 607  | 뜨거운 격전! 루피 VS 시저               | 2013년 8월 11일 | 제 69권 |
| 608  | 어둠의 흑막! 도플라밍고 움직이다.       | 2013년 8월 18일 | 제 69권 |
| 609  | 루피 동사!? 공포의 설녀 모네            | 2013년 8월 25일 | 제 69권 |

시저 격파 편(610화~629화)
| 화수 | 부제목                               | 방영일                      | 원작      |
| ---- | ------------------------------------ | --------------------------- | --------- |
| 610  | 부딪히는 주먹! 두 중장의 싸움        | 2013년 9월 1일              | 제 69권   |
| 611  | 작은 드래곤! 모모노스케 나타나다.    | 2013년 9월 2일              | 제 69권   |
| 612  | 눈보라 속 사투! 밀집모자일당 VS 설녀 | 2013년 9월 3일              | 제 69권   |
| 613  | 오의 작렬! 조로최강 일도류           | 2013년 9월 4일              | 제 69권   |
| 614  | 친구는 지킨다! 모차, 목숨을 건 도주  | 2013년 9월 8일              | 제 69권   |
| 615  | 갈색수염의 비통! 루피, 분노의 일격   | 2013년 9월 9일              | 제 70권   |
| 616  | 충격의 결착! 스모커 VS 베르고        | 2013년 9월 10일             | 제 70권   |
| 617  | 시저 격파! 최강의 그래즐리 매그넘    | 2013년 9월 11일             | 제 70권   |
| 618  | 내습! 드레스 로자에서 온 자객        | 2013년 9월 15일             | 제 70권   |
| 619  | 대난동! 무적의 프랑키 장군           | 2013년 9월 16일             | 제 70권   |
| 620  | 절체절명! 펑크해저드 폭발            | 2013년 9월 17일             | 제 70권   |
| 621  | 시저를 포획하라! 제너럴 캐논 작렬    | 2013년 9월 18일             | 제 70권   |
| 622  | 감동의 재회! 모모노스케와 킨에몬     | 2013년 9월 22일             | 제 70권   |
| 623  | 아쉬운 작별의 순간! 펑크해저드 출발  | 2013년 9월 23일             | 제 70권   |
| 624  | G5 괴멸! 도플라밍고의 급습!          | 2013년 12월 8일             | 제 70권   |
| 625  | 긴박! 도플라밍고 VS 아오키지         | 2013년 12월 15일            | 제 70권   |
| 626  | 사라진 시저! 해적동맹 출격           | 2013년 12월 22일            | 블리드 SP |
| 627  | 루피 바다에서 죽다!? 해적 동맹 붕괴  | 2014년 1월 5일              | 블리드 SP |
| 628  | 대역전! 작렬, 루피 분노의 철권       | 2014년 1월 12일             | 블리드 SP |
| 629  | 격진! 신세계를 뒤흔드는 뉴스         | 2014년 1월 19일 (17기 완결) | 제 70권   |

##### 코리다 콜로세움 편(630화~676화)
운명의 재회 편 (630화~639화)
| 화수 | 부제목                                | 방영일                      | 원작    |
| ---- | ------------------------------------- | --------------------------- | ------- |
| 630  | 모험! 사랑과 정열의 나라, 드레스 로자 | 2014년 1월 26일 (18기 첫화) | 제 71권 |
| 631  | 영광이 소용돌이 치는 코리다 콜로세움  | 2014년 2월 2일              | 제 71권 |
| 632  | 위험한 사랑, 춤추는 아가씨 바이올렛   | 2014년 2월 9일              | 제 71권 |
| 633  | 최강의 무명전사! 루시 등장            | 2014년 2월 16일             | 제 71권 |
| 634  | 해적 귀공자 카벤딧슈                  | 2014년 2월 23일             | 제 71권 |
| 635  | 운명의 재회, 하이에나 베라미          | 2014년 3월 2일              | 제 71권 |
| 636  | 초신성! 식인의 바르톨 로메오          | 2014년 3월 16일             | 제 71권 |
| 637  | 군웅할거! 백열의 B블록                | 2014년 3월 23일             | 제 71권 |
| 638  | 일격필살! 경이로운 킹펀치             | 2014년 3월 30일             | 제 71권 |
| 639  | 투어내습, 죽음의 철교를 돌파하라!     | 2014년 4월 6일              | 제 71권 |

세기의 모략 편 (640화~654화)
| 화수 | 부제목                               | 방영일          | 원작    |
| ---- | ------------------------------------ | --------------- | ------- |
| 640  | 모험! 요정의 숲 그린비트             | 2014년 4월 13일 | 제 71권 |
| 641  | 알려지지 않은 세계 톤타타 왕국       | 2014년 4월 20일 | 제 71권 |
| 642  | 세기의 모략! 도플라밍고 움직이다.    | 2014년 4월 27일 | 제 72권 |
| 643  | 천하를 뒤흔드는 대장 후지토라의 실력 | 2014년 5월 4일  | 제 72권 |
| 644  | 분노의 일격! 거인 VS 루시            | 2014년 5월 11일 | 제 72권 |
| 645  | 파괴포 작렬, 루시 위기 발발!         | 2014년 5월 18일 | 제 72권 |
| 646  | 전설의 해적 돈 칭자오                | 2014년 5월 25일 | 제 72권 |
| 647  | 빛과 그림자! 드레스로자에 숨은 어둠  | 2014년 6월 1일  | 제 72권 |
| 648  | 출격, 전설의 히어로! 우소랜드        | 2014년 6월 8일  | 제 72권 |
| 649  | 결전 결착! 루시 VS 칭자오            | 2014년 6월 15일 | 제 72권 |
| 650  | 루피와 숙명의 검투사 레베카          | 2014년 6월 22일 | 제 72권 |
| 651  | 지켜낸다! 레베카와 장난감 병정       | 2014년 6월 29일 | 제 72권 |
| 652  | 최후의 격전지 D블록 전투 개시!       | 2014년 7월 6일  | 제 72권 |
| 653  | 결전! 조라 VS 밀짚모자 일당          | 2014년 7월 13일 | 제 73권 |
| 654  | 미검! 백마의 케벤디슈!               | 2014년 7월 20일 | 제 73권 |

전율의 과거 편 (655화~676화)
| 화수 | 부제목                              | 방영일           | 원작    |
| ---- | ----------------------------------- | ---------------- | ------- |
| 655  | 대격돌! 상디 VS 도플라밍고          | 2014년 8월 3일   | 제 73권 |
| 656  | 레베카의 필살기! 배수의 검무        | 2014년 8월 10일  | 제 73권 |
| 657  | 흉악한 전사! 로건 VS 레베카         | 2014년 8월 17일  | 제 73권 |
| 658  | 충격! 장난감 병정의 정체!           | 2014년 8월 24일  | 제 73권 |
| 659  | 전율의 과거! 드레스로자의 비밀      | 2014년 8월 31일  | 제 73권 |
| 660  | 악몽! 드레스로자 비극의 하룻밤      | 2014년 9월 7일   | 제 73권 |
| 661  | 칠무해 대결 로우 VS 도플라밍고      | 2014년 9월 14일  | 제 73권 |
| 662  | 두 영웅이 만나다! 밀짚모자와 천야차 | 2014년 9월 21일  | 제 73권 |
| 663  | 루피 경악 에이스의 의지를 잇는 남자 | 2014년 9월 28일  | 제 73권 |
| 664  | sop작전개시 우소랜드, 돌격!         | 2014년 10월 5일  | 제 74권 |
| 665  | 뜨거운 마음 레베카 VS 슬레이만      | 2014년 10월 12일 | 제 74권 |
| 666  | 승자 결정?! D 블록 충격의 결말      | 2014년 10월 19일 | 제 74권 |
| 667  | 대장의 결단 후지토라 VS 도플라밍고  | 2014년 10월 26일 | 제 74권 |
| 668  | 결승개시 영웅 디아만테 등장         | 2014년 11월 2일  | 제 74권 |
| 669  | 움직이는 성! 최고 간부 피카 출현!   | 2014년 11월 9일  | 제 74권 |
| 670  | 용의 발톱 작렬! 루시 필살의 일격!   | 2014년 11월 16일 | 제 74권 |
| 671  | 타도 슈가 난쟁이 군대 돌격!         | 2014년 11월 23일 | 제 74권 |
| 672  | 최후의 빛 우리 대장의 비밀!         | 2014년 11월 30일 | 제 74권 |
| 673  | 파열 인간 그라디오스 대폭발!        | 2014년 12월 7일  | 제 74권 |
| 674  | 거짓말쟁이 우소랜드, 도주중!        | 2014년 12월 14일 | 제 74권 |
| 675  | 운명의 만남 큐로스와 리쿠왕         | 2014년 12월 21일 | 제 74권 |
| 676  | 작전 실패! 영웅 우소랜드, 죽다?!    | 2014년 12월 28일 | 제 74권 |

##### 돈키호테 패밀리 편(677화~750화)
악마의 함정 편 (677화~699화)
| 화수 | 부제목                                  | 방영일                      | 원작    |
| ---- | --------------------------------------- | --------------------------- | ------- |
| 677  | 전설 부활! 퀴로스, 혼신의 일격          | 2015년 1월 11일             | 제 75권 |
| 678  | 화권 작렬! 부활한 이글이글 열매의 능력  | 2015년 1월 18일             | 제 75권 |
| 679  | 시원스럽게 등장한 혁명군 참모총장 사보! | 2015년 1월 25일             | 제 75권 |
| 680  | 악마의 함정 드레스로자 섬멸 작전        | 2015년 2월 1일              | 제 75권 |
| 681  | 5억의 남자 타겟이 된 우소랜드           | 2015년 2월 8일              | 제 75권 |
| 682  | 적진 돌파! 루피-조로, 반격 개시         | 2015년 2월 15일             | 제 75권 |
| 683  | 대지가 흔들, 파괴신 거대 피카 강림      | 2015년 3월 1일              | 제 75권 |
| 684  | 대집결! 루피와 몹시 흉폭한 전사 군단    | 2015년 3월 15일             | 제 75권 |
| 685  | 대 진격! 루피 군단 vs 피카!             | 2015년 3월 22일             | 제 75권 |
| 686  | 충격 고백! 로우 뜨거운 영혼의 맹세!     | 2015년 3월 29일             | 제 75권 |
| 687  | 대격돌! 참모총장 사보 vs 대장 후지토라  | 2015년 4월 5일              | 제 75권 |
| 688  | 절체절명 함정에 빠진 루피!              | 2015년 4월 12일             | 제 75권 |
| 689  | 대탈출! 루피 기사회생의 엘리펀트 건     | 2015년 4월 19일 (18기 종료) | 제 75권 |
| 690  | 공동전선! 루피 승리로의 돌파구          | 2015년 4월 26일 (19기 첫화) | 제 76권 |
| 691  | 두 번째 사무라이 소나기 칸쥬로 등장     | 2015년 5월 3일              | 제 76권 |
| 692  | 격투 피카 전 조로 필사의 일격!          | 2015년 5월 10일             | 제 76권 |
| 693  | 소인족의 공주 붙잡힌 만쉐리             | 2015년 5월 17일             | 제 76권 |
| 694  | 불사신! 공포의 머릿수 인형군단          | 2015년 5월 24일             | 제 76권 |
| 695  | 목숨을 걸다! 루피는 승리의 희망         | 2015년 5월 31일             | 제 76권 |
| 696  | 눈물의 재회! 레베카와 퀴로스            | 2015년 6월 7일              | 제 76권 |
| 697  | 일격필살! 드레스로자를 구한 남자        | 2015년 6월 14일             | 제 76권 |
| 698  | 분노폭발! 루피,로우-최강의 비책         | 2015년 6월 21일             | 제 76권 |
| 699  | 고상한 일족 도플라밍고의 정체!          | 2015년 6월 28일             | 제 76권 |

각오의 순간 편 (700화~720화)
| 화수 | 부제목                                   | 방영일           | 원작       |
| ---- | ---------------------------------------- | ---------------- | ---------- |
| 700  | 궁극의 힘 수술수술 열매의 비밀!          | 2015년 7월 5일   | 제 76권    |
| 701  | 슬픈 기억! 하얀 마을의 소년 로우         | 2015년 7월 12일  | 제 76권    |
| 702  | 천룡인! 도피의 처절한 과거               | 2015년 7월 19일  | 제 76권    |
| 703  | 고난의 길 로우와 코라손 목숨을 건 여행   | 2015년 8월 2일   | 제 77권    |
| 704  | 때가 다가오다! 수술수술 열매를 빼앗아라! | 2015년 8월 9일   | 제 77권    |
| 705  | 각오의 순간, 코라손, 작별의 미소         | 2015년 8월 16일  | 제 77권    |
| 706  | 가라, 로우! 따뜻한 남자, 마지막 싸움     | 2015년 8월 23일  | 제 77권    |
| 707  | 자유를 향해! 로우, 인젝션 샷 작렬        | 2015년 8월 30일  | 제 77권    |
| 708  | 뜨거운 싸움! 로우 VS 도플라밍고          | 2015년 9월 6일   | 제 77권    |
| 709  | 간부 결전 긍지 높은 하이루딘             | 2015년 9월 13일  | 제 77권    |
| 710  | 사랑의 결전! 신두령 사이 vs 베이비 5     | 2015년 9월 20일  | 제 77권    |
| 711  | 남자의 고집! 베라미, 마지막 돌격         | 2015년 9월 27일  | 제 77권    |
| 712  | 질풍노도! 하쿠바 vs 델린저               | 2015년 10월 4일  | 제 77권    |
| 713  | 바리바리! 오마주 신권 발동               | 2015년 10월 11일 | 제 77권    |
| 714  | 치유의 공주! 만셰리를 구해라!            | 2015년 10월 18일 | 제 77권    |
| 715  | 대장부의 격투! 세뇨르, 사랑의 만가       | 2015년 10월 25일 | 제 77권    |
| 716  | 죽음의 별들! 디아만테, 맹공의 폭풍       | 2015년 11월 1일  | 제 77-78권 |
| 717  | 트루에노 바스타드! 퀴로스, 분노의 일격   | 2015년 11월 8일  | 제 78권    |
| 718  | 대지횡단! 거상 피카, 기습 작전           | 2015년 11월 15일 | 제 78권    |
| 719  | 공중결전! 조로, 신 필살 오의 작렬        | 2015년 11월 22일 | 제 78권    |
| 720  | 안녕히! 베라미, 작별의 일격              | 2015년 11월 29일 | 제 78권    |

집념의 역습 편 (721화~734화)
| 화수 | 부제목                                   | 방영일           | 원작       |
| ---- | ---------------------------------------- | ---------------- | ---------- |
| 721  | 로우 죽다 루피 분노의 맹공격!            | 2015년 12월 6일  | 제 78권    |
| 722  | 집념의 칼날 역습의 감마 나이프           | 2015년 12월 13일 | 제 78권    |
| 723  | 패기 충돌 루피 VS 도플라밍고             | 2015년 12월 20일 | 제 78권    |
| 724  | 공격불능! 트레볼, 충격의 비밀            | 2015년 12월 27일 | 제 78권    |
| 725  | 분노폭발! 내가 전부 맡는다               | 2016년 1월 10일  | 제 78권    |
| 726  | 기어4! 경이로운 바운드맨                 | 2016년 1월 17일  | 제 78권    |
| 727  | 대역습! 도플라밍고의 각성                | 2016년 1월 24일  | 제 78권    |
| 728  | 루피, 혼신의 사자 바주카!                | 2016년 1월 31일  | 제 78-79권 |
| 729  | 화염용왕! 루피의 목숨을 지켜내라         | 2016년 2월 14일  | 제 79권    |
| 730  | 기적의 눈물 만셰리의 싸움!               | 2016년 2월 21일  | 제 79권    |
| 731  | 목숨이 다할 때까지 죽음의 새장을 멈춰라! | 2016년 2월 28일  | 제 79권    |
| 732  | 살것인가 죽을 것인가 운명의 카운트다운   | 2016년 3월 6일   | 제 79권    |
| 733  | 하늘을 찌르다! 루피, 분노의 킹콩 건      | 2016년 3월 20일  | 제 79권    |
| 734  | 자유를 향해! 기쁨의 드레스로자           | 2016년 3월 27일  | 제 79권    |

충격의 결단 편 (735화~750화)
| 화수 | 부제목                                       | 방영일                      | 원작      |
| ---- | -------------------------------------------- | --------------------------- | --------- |
| 735  | 전대미문! 대장 후지토라, 충격의 결단         | 2016년 4월 3일              | 제 79권   |
| 736  | 격진 개시! 움직이는 최악의 세대              | 2016년 4월 10일             | 제 79권   |
| 737  | 전설 탄생 혁명 전사 사보의 모험!             | 2016년 4월 17일             | 제 79권   |
| 738  | 형제의 유대 루피, 사보, 재회 비화            | 2016년 4월 24일             | 제 79권   |
| 739  | 최강의 생물 사황, 백수의 카이도우            | 2016년 5월 1일              | 제 79권   |
| 740  | 후지토라 움직이다! 밀짚모자 일행 완전 포위망 | 2016년 5월 8일              | 제 80권   |
| 741  | 비상사태! 납치당한 레베카                    | 2016년 5월 15일             | 제 80권   |
| 742  | 부모 자식의 인연! 퀴로스와 레베카            | 2016년 5월 22일             | 제 80권   |
| 743  | 대장부의 의지! 루피VS후지토라, 정면승부      | 2016년 5월 29일             | 제 80권   |
| 744  | 도망칠 곳 없음! 대장 후지토라, 필사의 추격   | 2016년 6월 5일              | 제 80권   |
| 745  | 자식의 술잔 결성, 밀짚모자 대선단            | 2016년 6월 12일             | 제 80권   |
| 746  | 군웅할거! 거칠어지는 신세계의 거물들         | 2016년 6월 19일             | 제 80권   |
| 747  | (SP)은의 요새, 루피와 발트 대모험            | 2016년 6월 26일             | 극장판 SP |
| 748  | (SP)지하 미궁! 루피 vs 화차 인간             | 2016년 7월 3일              | 극장판 SP |
| 749  | (SP)검기 작렬, 로우와 조로 마침내 등장!      | 2016년 7월 10일             | 극장판 SP |
| 750  | (SP)절체 절명! 루피, 극한의 작열 작전!       | 2016년 7월 17일 (19기 완결) | 극장판 SP |

#### 빅맘 해적단과 결전 편(751화~899화)
한국어판 기준으로 조·홀케이크 아일랜드·무사의 나라 편에 해당한다. 조우섬 도착 후부터 밀짚모자 해적단의 재 집결과 상디 구출 작전, 그리고 레벨리 회의까지의 스토리라고 볼 수 있다.

##### 요리사 구출 작전 편(751화~899화)
모코모 공국과 인연 편  (751화~776화)
| 화수 | 부제목                                   | 방영일                      | 원작    |
| ---- | ---------------------------------------- | --------------------------- | ------- |
| 751  | 모험개막 환상의 섬 [조우] 도착!          | 2016년 7월 24일 (20기 첫화) | 제 80권 |
| 752  | 신 칠무해, 전설 흰 수염의 아들 등장!     | 2016년 7월 31일             | 제 80권 |
| 753  | 결사의 등상 거대 동상 등에서의 대모험!   | 2016년 8월 21일             | 제 80권 |
| 754  | 전투 개시 루피 vs 밍크족                 | 2016년 8월 28일             | 제 80권 |
| 755  | 가루츄! 밀짚모자 일당 집결               | 2016년 9월 4일              | 제 80권 |
| 756  | 반격 개시 뱅글모자 일당, 대활약          | 2016년 9월 11일             | 제 81권 |
| 757  | 위협 내습 백수 해적단 잭                 | 2016년 9월 25일             | 제 81권 |
| 758  | 낮의 왕! 이누아라시 공작 등장!           | 2016년 10월 2일             | 제 81권 |
| 759  | 밤의 왕! 네코마무시 백작 출현!           | 2016년 10월 9일             | 제 81권 |
| 760  | 수도 괴멸 뱅글모자 일당 상륙             | 2016년 10월 16일            | 제 81권 |
| 761  | 다가오는 제한 시간 밍크족과 일당의 인연  | 2016년 10월 23일            | 제 81권 |
| 762  | 악동의 귀환, 사황 빅 맘이 보낸 자객      | 2016년 10월 30일            | 제 81권 |
| 763  | 실종의 진실! 상디, 경악의 초대장         | 2016년 11월 6일             | 제 81권 |
| 764  | 녀석들에게! 상디, 작별의 편지            | 2016년 11월 13일            | 제 81권 |
| 765  | 네코마무시 나리를 만나러 가자!           | 2016년 11월 20일            | 제 81권 |
| 766  | 루피 결단, 상디 탈퇴의 위기!             | 2016년 11월 27일            | 제 81권 |
| 767  | 일촉즉발 개와 고양이와 사무라이          | 2016년 12월 4일             | 제 81권 |
| 768  | 3명째 닌자, 안개의 라이조 등장           | 2016년 12월 11일            | 제 82권 |
| 769  | 붉은 돌! 원피스로의 이정표               | 2016년 12월 18일            | 제 82권 |
| 770  | 와노국의 비밀! 코즈키 가와 포네그리프    | 2016년 12월 25일            | 제 82권 |
| 771  | 사나이의 맹세, 루피와 모모노스케         | 2017년 1월 8일              | 제 82권 |
| 772  | 전설의 항해 개와 고양이와 해적왕         | 2017년 1월 15일             | 제 82권 |
| 773  | 다시 시작된 악몽! 불사신 잭의 습격       | 2017년 1월 22일             | 제 82권 |
| 774  | 조우 방어전 루피와 즈니샤                | 2017년 1월 29일             | 제 82권 |
| 775  | 즈니샤를 구하라 밀짚모자 구조팀, 대작전! | 2017년 2월 5일              | 제 82권 |
| 776  | 작별의 하상 상디 탈환의 출항!            | 2017년 2월 12일 (20기 완결) | 제 82권 |

 상디의 과거와 결혼 전야 편  (777화~825화)
| 화수 | 부제목                                         | 방영일                      | 원작         |
| ---- | ---------------------------------------------- | --------------------------- | ------------ |
| 777  | 레베리로 왕녀 비비와 시라호시 공주             | 2017년 2월 19일 (21기 첫화) | 제 82권      |
| 778  | 레베리로 레베카와 사쿠라 왕국                  | 2017년 2월 26일             | 제 82권      |
| 779  | 카이도, 다시 한 번 다가오는 위협, 최악의 세대! | 2017년 3월 5일              | 제 82권      |
| 780  | (SP)공복 전선 루피와 해군 루키                 | 2017년 3월 19일             | 해군 루키 SP |
| 781  | (SP)집념의 3인 밀짚모자 일당 대추격전          | 2017년 3월 26일             | 해군 루키 SP |
| 782  | (SP)악마의 주먹 결전, 루피 vs 그런트           | 2017년 4월 2일              | 해군 루키 SP |
| 783  | 상디 귀향 빅 맘의 영역으로!                    | 2017년 4월 9일              | 제 82권      |
| 784  | 0과4 마주치다, 제르마66!                       | 2017년 4월 16일             | 제 82권      |
| 785  | 맹독의 위기 루피와 레이쥬                      | 2017년 4월 23일             | 제 82권      |
| 786  | 토트랜드! 사황 빅 맘 등장!                     | 2017년 4월 30일             | 제 82권      |
| 787  | 사황의 딸 상디의 약혼녀, 푸딩!                 | 2017년 5월 7일              | 제 83권      |
| 788  | 대진격! 공복에 미친 맘                         | 2017년 5월 14일             | 제 83권      |
| 789  | 수도 붕괴! 빅 맘과 징베                        | 2017년 5월 21일             | 제 83권      |
| 790  | 사황의 성! 홀케이크 아일랜드 도착              | 2017년 5월 28일             | 제 83권      |
| 791  | 기묘한 숲 루피 VS 루피?                        | 2017년 6월 4일              | 제 83권      |
| 792  | 맘의 자객! 루피와 유혹의 숲                    | 2017년 6월 11일             | 제 83권      |
| 793  | 해유 국가 제르마의 왕, 저지                    | 2017년 6월 18일             | 제 83권      |
| 794  | 부자 대결 저지 VS 상디                         | 2017년 6월 25일             | 제 83권      |
| 795  | 거대한 야망 빅 맘과 시저                       | 2017년 7월 2일              | 제 83권      |
| 796  | 영혼의 나라 맘의 놀랄 만한 능력                | 2017년 7월 9일              | 제 83권      |
| 797  | 대간부 3장성, 크래커 등장                      | 2017년 7월 16일             | 제 83권      |
| 798  | 8억의 적 루피 VS 천수 크래커                   | 2017년 7월 23일             | 제 83권      |
| 799  | 전력 승부 기어 포스 VS 비스비스의 힘           | 2017년 7월 30일             | 제 83권      |
| 800  | 이치(1)와 니(2) 집결 빈스모크 가!              | 2017년 8월 6일              | 제 83-84권   |
| 801  | 은인의 목숨 상디와 오너 제프!                  | 2017년 8월 13일             | 제 84권      |
| 802  | 분노한 상디! 제르마66의 비밀                   | 2017년 8월 20일             | 제 84권      |
| 803  | 버린 과거! 빈스모크 상디                       | 2017년 8월 27일             | 제 84권      |
| 804  | 이스트 블루로! 상디 결의의 출항                | 2017년 9월 3일              | 제 84권      |
| 805  | 한계 승부! 루피와 무한 비스켓                  | 2017년 9월 17일             | 제 84권      |
| 806  | 만복의 힘! 신 기어 포스, 탱크맨!               | 2017년 9월 24일             | 제 84권      |
| 807  | 비통한 결투 루피 VS 상디 (전편)                | 2017년 10월 1일             | 제 84권      |
| 808  | 비통한 결투 루피 VS 상디 (후편)                | 2017년 10월 1일             | 제 84권      |
| 809  | 분노의 폭풍 분노의 군단, 내습                  | 2017년 10월 15일            | 제 84권      |
| 810  | 모험의 끝 상디, 결의의 프로포즈                | 2017년 10월 22일            | 제 84권      |
| 811  | 여기서 기다릴게 루피 VS 분노의 군단            | 2017년 10월 29일            | 제 84권      |
| 812  | 성 침입 훔쳐라, 로드 포네그리프!               | 2017년 11월 5일             | 제 84권      |
| 813  | 악연의 대면 루피 VS 빅맘                       | 2017년 11월 12일            | 제 84권      |
| 814  | 영혼의 외침 브룩.페드로, 전격 작전             | 2017년 11월 19일            | 제 84-85권   |
| 815  | 안녕 푸딩, 눈물의 결의                         | 2017년 11월 26일            | 제 84-85권   |
| 816  | 왼쪽 눈의 악연 페드로 VS 타마고 남작           | 2017년 12월 3일             | 제 85권      |
| 817  | 담배꽁초 상디의 결혼 전야!                     | 2017년 12월 10일            | 제 85권      |
| 818  | 불굴의 영혼 브룩 VS 빅맘                       | 2017년 12월 17일            | 제 85권      |
| 819  | 소라의 소망 제르마의 실패작, 상디              | 2017년 12월 24일            | 제 85권      |
| 820  | 상디의 곁으로 루피, 역습의 대격주!             | 2018년 1월 7일              | 제 85권      |
| 821  | 성내 동란 루피, 약속의 장소에!                 | 2018년 1월 14일             | 제 85권      |
| 822  | 작별의 결의 상디와 밀짚모자 도시락             | 2018년 1월 21일             | 제 85권      |
| 823  | 사황의 뒤척임 브룩 구출 대작전!                | 2018년 1월 28일             | 제 85권      |
| 824  | 약속의 장소 루피, 한계의 일기토!               | 2018년 2월 4일              | 제 85권      |
| 825  | 거짓말쟁이, 루피와 상디                        | 2018년 2월 11일             | 제 85권      |

지옥의 다과회와 빅 맘 암살 작전 편  (826화 ~ 877화)
| 화수 | 부제목                                   | 방영일                      | 원작         |
| ---- | ---------------------------------------- | --------------------------- | ------------ |
| 826  | 상디 부활! 때려부숴라! 지옥의 다과회     | 2018년 2월 18일             | 제 85권      |
| 827  | 밀회! 루피 vs 파이어탱크 해적단          | 2018년 3월 4일              | 제 85권      |
| 828  | 죽음의 협정! 루피 & 벳지 연합군          | 2018년 3월 18일             | 제 85-86권   |
| 829  | 루피 암약 개연직전! 음모의 결혼식        | 2018년 3월 25일             | 제 86권      |
| 830  | 패밀리 집결 개연, 지옥의 다과회          | 2018년 4월 1일              | 제 86권      |
| 831  | 가면부부 상디 ♥ 푸딩 입장                | 2018년 4월 8일              | 제 86권      |
| 832  | 죽음의 키스 사황 암살 작전 개시          | 2018년 4월 15일             | 제 86권      |
| 833  | 술잔 반납 대장부 징베의 결착             | 2018년 4월 22일             | 제 86권      |
| 834  | 작전 실패!? 반격의 빅맘 해적단           | 2018년 4월 29일             | 제 86권      |
| 835  | 달려라, 상디 SOS! 제르마66               | 2018년 5월 6일              | 제 86권      |
| 836  | 맘의 비밀 엘바프와 작은 괴물             | 2018년 5월 13일             | 제 86권      |
| 837  | 맘 탄생 카르멜이 사라진 날               | 2018년 5월 20일             | 제 86권      |
| 838  | 런처 작렬 빅맘 암살의 순간               | 2018년 5월 27일             | 제 86권      |
| 839  | 악의 군단 변신! 제르마66                 | 2018년 6월 3일              | 제 86권      |
| 840  | 부모 자식의 결별 상디와 저지             | 2018년 6월 10일             | 제 86-87권   |
| 841  | 다과회 탈출 루피 VS 빅맘                 | 2018년 6월 17일             | 제 87권      |
| 842  | 처형 개시 루피 연합군 전멸!?             | 2018년 6월 24일             | 제 87권      |
| 843  | 성 붕괴 밀짚모자 일당 대탈주 시작        | 2018년 7월 1일              | 제 87권      |
| 844  | 엘바프의 창 강습, 하늘을 달리는 빅맘     | 2018년 7월 8일              | 제 87권      |
| 845  | 푸딩의 결의 대화재, 유혹의 숲!           | 2018년 7월 15일             | 제 87권      |
| 846  | 반격의 천둥 나미와 뇌운 제우스           | 2018년 7월 22일             | 제 87권      |
| 847  | 우연의 재회 상디와 사랑에 빠진 악의 푸딩 | 2018년 7월 29일             | 제 87권      |
| 848  | 써니호를 지켜라 분전, 쵸파와 브룩        | 2018년 8월 5일              | 제 87권      |
| 849  | 동트기 전 가디언즈 단장, 페드로          | 2018년 8월 12일             | 제 87권      |
| 850  | 반드시 돌아갈게 루피, 목숨을 건 출항!    | 2018년 8월 19일             | 제 87권      |
| 851  | 10억의 남자 최강의 3장성, 카타쿠리       | 2018년 8월 26일             | 제 87권      |
| 852  | 격투 개막 루피 VS 카타쿠리               | 2018년 9월 2일              | 제 87권-88권 |
| 853  | 그린 룸 무적의 조타수, 징베              | 2018년 9월 16일             | 제 88권      |
| 854  | 두더지의 위협 루피, 침묵의 싸움          | 2018년 9월 23일 (21기 완결) | 제 88권      |
| 855  | 사투 결착!? 카타쿠리, 분노의 각성        | 2018년 9월 30일 (22기 첫화) | 제 88권      |
| 856  | 금단의 비밀 카타쿠리의 "메리엔다"        | 2018년 10월 7일             | 제 88권      |
| 857  | 루피 반격 무적, 카타쿠리의 약점          | 2018년 10월 14일            | 제 88권      |
| 858  | 다시 한 번 위기가! 기어4 VS 무장 도너츠  | 2018년 10월 21일            | 제 88권      |
| 859  | 반격의 시폰 상디의 케이크 이송 대작전    | 2018년 10월 28일            | 제 88권      |
| 860  | 대장부의 삶 뱃지와 루피, 선장의 결의     | 2018년 11월 4일             | 제 88권      |
| 861  | 케이크 침몰!? 상디와 뱃지, 도망전        | 2018년 11월 11일            | 제 88권      |
| 862  | 달의 사자 캐럿, 신비의 대변신            | 2018년 11월 18일            | 제 88권      |
| 863  | 돌파하라! 밀짚모자 일당, 대해전!         | 2018년 11월 25일            | 제 88-89권   |
| 864  | 마침내 격돌 사황 VS 밀짚모자 일당        | 2018년 12월 9일             | 제 89권      |
| 865  | 명왕 전수 카타쿠리전 대역전 개시         | 2018년 12월 16일            | 제 89권      |
| 866  | 마침내 귀환 빅맘을 멈출 남자, 상디       | 2018년 12월 23일            | 제 89권      |
| 867  | 어둠에 숨은 루피를 덮친 그림자           | 2019년 1월 6일              | 제 89권      |
| 868  | 대장부의 각오 카타쿠리, 목숨을 건 대승부 | 2019년 1월 13일             | 제 89권      |
| 869  | 각성하라 최강을 넘는 견문색              | 2019년 1월 20일             | 제 89권      |
| 870  | 신속의 권 새로운 기어4 발동              | 2019년 1월 27일             | 제 89권      |
| 871  | 마침내 종결 장렬, 카타쿠리전의 행방      | 2019년 2월 3일              | 제 89권      |
| 872  | 절체절명 루피 포위망!                    | 2019년 2월 10일             | 제 89권      |
| 873  | 기사회생 최강의 원군, 제르마!            | 2019년 2월 17일             | 제 89권      |
| 874  | 마지막 요새 태양의 해적단 등장           | 2019년 2월 24일             | 제 89권      |
| 875  | 매혹의 맛 상디의 행복 케이크             | 2019년 3월 3일              | 제 89권      |
| 876  | 인의의 사내 징베, 결사의 대해류          | 2019년 3월 17일             | 제 90권      |
| 877  | 석별의 때 푸딩, 마지막 부탁              | 2019년 3월 24일             | 제 90권      |

레벨리 집결 편  (878화 ~ 890화)
| 화수 | 부제목                                    | 방영일                      | 원작    |
| ---- | ----------------------------------------- | --------------------------- | ------- |
| 878  | 세계 경악 제5의 바다의 황제 출현          | 2019년 3월 31일             | 제 90권 |
| 879  | 레벨리로 집결, 밀짚모자 친구들            | 2019년 4월 7일              | 제 90권 |
| 880  | 사보, 움직이다 혁명군 전 군대장 등장      | 2019년 4월 14일 (22기 완결) | 제 90권 |
| 881  | 움직이기 시작하다 집념의 신원수, 사카즈키 | 2019년 4월 21일 (23기 첫화) | 제 90권 |
| 882  | 정상전쟁 계승된 해적왕의 의지             | 2019년 4월 28일             | 제 90권 |
| 883  | 꿈의 일보 시라호시, 태양 아래로           | 2019년 5월 5일              | 제 90권 |
| 884  | 만나고 싶어 비비와 레베카의 마음          | 2019년 5월 12일             | 제 90권 |
| 885  | 성지의 어둠 수수께끼의 거대한 밀짚모자    | 2019년 5월 19일             | 제 90권 |
| 886  | 떠들석한 성지 노려진 시라호시 공주        | 2019년 5월 26일             | 제 90권 |
| 887  | 일촉 즉발 루피를 노리는 두명의 사황       | 2019년 6월 2일              | 제 90권 |
| 888  | 사보 분노하다, 혁명군 간부, 쿠마의 비극   | 2019년 6월 9일              | 제 90권 |
| 889  | 마침내 개막 음모 들끓는 레벨리            | 2019년 6월 16일             | 제 90권 |
| 890  | 마르코 흰수염 유품의 수호자               | 2019년 6월 23일             | 제 90권 |

## 애니메이션 방영 목록(4부)

### 사황과의 결전 편(891화 ~ 현재화)
한국에선 무사의 나라편이며, 와노쿠니와 라프텔을 둘러싼 빅맘과 카이도VS 최악의 세대 대결을 다룬 스토리이다.

##### 와노쿠니 탈환 편 (891화 ~ 현재화)
사무라이의 나라 와노쿠니 편  (제 891화 ~ 958화)
| 화수 | 부제목                                      | 방영일                       | 원작           |
| ---- | ------------------------------------------- | ---------------------------- | -------------- |
| 891  | 폭포 오르기 와노쿠니 해역, 대항해           | 2019년 6월 30일              | 제 90권        |
| 892  | 와노쿠니 벚꽃 휘날리는 사무라이 나라로      | 2019년 7월 7일               | 제 90권        |
| 893  | 오타마 등장 루피 VS 카이도군                | 2019년 7월 14일              | 제 90권 - 91권 |
| 894  | 반드시 온다! 에이스의 전설                  | 2019년 7월 21일              | 제 91권        |
| 895  | (SP) 최강의 현상금 사냥꾼 시드르            | 2019년 7월 28일              | 극장판 sp      |
| 896  | (SP) 결전, 루피 VS 탄산왕                   | 2019년 8월 5일               | 극장판 sp      |
| 897  | 오타마를 구해라 밀짚모자, 황야를 달리다     | 2019년 8월 11일              | 제 91권        |
| 898  | 신우치! 마술사, 호킨스 등장                 | 2019년 8월 18일              | 제 91권        |
| 899  | 패배 확정 스트로 맨의 맹공                  | 2019년 8월 25일              | 제 91권        |
| 900  | 최고의 날 타마, 첫 단팥죽                   | 2019년 9월 1일               | 제 91권        |
| 901  | 적진 돌입 관리 들끓는 바쿠라 마을           | 2019년 9월 8일               | 제 91권        |
| 902  | 요코즈나 등장 키쿠를 노리는 무적의 우라시마 | 2019년 9월 15일              | 제 91권        |
| 903  | 스모결전 밀짚모자 VS 최강의 요코즈나        | 2019년 9월 22일              | 제 91권        |
| 904  | 루피 격노 위기의 타마를 구하라!             | 2019년 9월 29일              | 제 91권        |
| 905  | 타마 탈환 격투! 홀덤전                      | 2019년 10월 6일              | 제 91권        |
| 906  | 일기토 마술사와 죽음의 외과의               | 2019년 10월 13일 (23기 완결) | 제 91권        |
| 907  | ROMANCE DAWN                                | 2019년 10월 20일             | WANTED 제 1권? |
| 908  | 보물선의 도래 루피타로의 은혜갚기           | 2019년 10월 27일 (24기 첫화) | 제 91권        |
| 909  | 수수께끼의 묘표 오뎅성터에서의 재회         | 2019년 11월 10일             | 제 91권        |
| 910  | 전설의 사무라이 로저가 반한 남자            | 2019년 11월 17일             | 제 91권        |
| 911  | 타도 사황 극비 습격 작전 발동               | 2019년 11월 24일             | 제 91권        |
| 912  | 최강의 사내 도적단 두령 슈텐마루            | 2019년 12월 1일              | 제 91권        |
| 913  | 전원 소멸 카이도, 분노의 보로 브레스        | 2019년 12월 8일              | 제 92권        |
| 914  | 마침내 격돌 맹공 루피 VS 카이도             | 2019년 12월 15일             | 제 92권        |
| 915  | 파괴적! 일격필살의 뇌명팔괘                 | 2019년 12월 22일             | 제 92권        |
| 916  | 생지옥 루피, 굴욕의 대체굴장                | 2020년 1월 5일               | 제 92권        |
| 917  | 성지 격동 대담히 웃는 검은 수염             | 2020년 1월 12일              | 제 92권        |
| 918  | 준동하기 시작하다 타도 카이도 대계획        | 2020년 1월 19일              | 제 92권        |
| 919  | 대난동 죄인 루피와 키드                     | 2020년 1월 26일              | 제 92권        |
| 920  | 대평판 상디의 18번 소바                     | 2020년 2월 2일               | 제 92권        |
| 921  | 호화현란 와노쿠니 제일의 미녀 코무라사키    | 2020년 2월 9일               | 제 92권        |
| 922  | 임협전 조로와 토노야스의 모험               | 2020년 2월 16일              | 제 92권        |
| 923  | 긴급 사태 빅맘 대접근                       | 2020년 2월 23일              | 제 92권        |
| 924  | 도읍에서의 소동 상디를 노리는 새로운 자객   | 2020년 3월 15일              | 제 92권        |
| 925  | 대활약! 정의의 소바 마스크                  | 2020년 3월 22일              | 제 92권        |
| 926  | 절체절명! 위협하는 오로치 오니와반슈        | 2020년 3월 29일              | 제 92 - 93권   |
| 927  | 아수라장! 분노한 왕뱀, 쇼군 오로치          | 2020년 4월 5일               | 제 93권        |
| 928  | 꽃이 지다 와노쿠니 제일의 미녀의 최후       | 2020년 4월 12일              | 제 93권        |
| 929  | 죄수끼리의 인연 루피와 효 영감              | 2020년 4월 19일              | 제 93권        |
| 930  | 대간판! 역재의 퀸 등장!                     | 2020년 6월 28일              | 제 93권        |
| 931  | 기어올라라 루피, 결사의 도주극!             | 2020년 7월 5일               | 제 93권        |
| 932  | 죽느냐 사느냐 퀸의 지옥의 씨름판!           | 2020년 7월 12일              | 제 93권        |
| 933  | 규키마루! 조로, 강도 다리의 결투            | 2020년 7월 19일 (24기 종료)  | 제 93권        |
| 934  | 대역전! 사선을 넘는 삼도류                  | 2020년 7월 26일 (25기 첫화)  | 제 93권        |
| 935  | 조로, 경악 충격! 수수께끼의 미녀의 정체     | 2020년 8월 2일               | 제 93권        |
| 936  | 터득하라 와노국 패기 '유앵'                 | 2020년 8월 9일               | 제 93권        |
| 937  | 토노야스! 에비스 마을 제일의 인기인         | 2020년 8월 16일              | 제 93권        |
| 938  | 충격 그 자체! 의적, 우시미츠 코조의 정체    | 2020년 8월 23일              | 제 93권        |
| 939  | 일당, 달리다! 구하라, 붙잡힌 토노야스       | 2020년 8월 30일              | 제 93권        |
| 940  | 조로의 분노, SMILE의 진실!                  | 2020년 9월 6일               | 제 93권        |
| 941  | 토코의 눈물! 오로치, 비정의 총탄!           | 2020년 9월 13일              | 제 94권        |
| 942  | 일당 난입! 소란! 처형장의 격투              | 2020년 9월 20일              | 제 94권        |
| 943  | 루피의 결의 부숴라, 지옥의 씨름판!          | 2020년 9월 27일              | 제 94권        |
| 944  | 폭풍 도래! 빅맘의 대난동!                   | 2020년 10월 4일              | 제 94권        |
| 945  | 원념의 단팥죽 루피, 절체절명                | 2020년 10월 11일             | 제 94권        |
| 946  | 사황을 멈춰라! 퀸의 비책                    | 2020년 10월 18일             | 제 94권        |
| 947  | 최종병기! 루피를 노리는 익사이트탄          | 2020년 10월 25일             | 제 94권        |
| 948  | 반격 개시! 루피와 아카자야 사무라이         | 2020년 11월 1일              | 제 94권        |
| 949  | 이기러 왔다! 루피의 결사의 외침             | 2020년 11월 8일              | 제 94권        |
| 950  | 무사들의 꿈! 루피, 우동 제압                | 2020년 11월 15일             | 제 94권        |
| 951  | 오로치의 추격대! 닌자군단 VS 조로           | 2020년 11월 22일             | 제 94권        |
| 952  | 오니가시마 긴박! 조우!? 두 명의 사황        | 2020년 11월 29일             | 제 94권        |
| 953  | 히요리의 고백! ! 강도 다리에서의 재회       | 2020년 12월 6일              | 제 94권        |
| 954  | 그 이름은 엔마! 오뎅의 명도!                | 2020년 12월 13일             | 제 94 ~ 95권   |
| 955  | 새로운 동맹! 카이도 군대 집결               | 2020년 12월 20일             | 제 95권        |
| 956  | 다가오는 결전! 밀짚모자 일당 전투태새       | 2020년 12월 27일             | 제 95권        |
| 957  | 대소식! 칠무해를 습격한 사건                | 2021년 1월 10일              | 제 95권        |
| 958  | 전설의 싸움! 거프와 로저                    | 2021년 1월 17일              | 제 95권        |

오니가시마 연회 습격 편  (제 959화 ~ 현재화)
| 화수   | 부제목                                        | 방영일                       | 원작         |
| ------ | --------------------------------------------- | ---------------------------- | ------------ |
| 959    | 약속의 항구! 와노국 제 3장 개막               | 2021년 1월 24일 (25기 완결)  | 제 95권      |
| 960    | 와노국의 제일의 사무라이! 코즈키 오뎅 등장    | 2021년 1월 31일 (26기 첫화)  | 제 95권      |
| 961    | 눈물의 제자 입문 오뎅과 킨에몬                | 2021년 2월 7일               | 제 95권      |
| 962    | 움직이는 운명 표착! 흰수염 해적단!            | 2021년 2월 14일              | 제 95권      |
| 963    | 오뎅의 결의 흰수염의 시련                     | 2021년 2월 22일              | 제 95권      |
| 964    | 흰수염의 동생! 오뎅의 대모험!                 | 2021년 2월 28일              | 제 95-96권   |
| 965    | 교차하는 칼날 로저와 흰수염!                  | 2021년 3월 7일               | 제 96권      |
| 966    | 로저의 바람! 새로운 여행길                    | 2021년 3월 21일              | 제 96권      |
| 967    | 일생을 걸고! 로저의 모험                      | 2021년 3월 28일              | 제 96권      |
| 968    | 해적왕 탄생 도달! 최후의 섬                   | 2021년 4월 4일               | 제 96권      |
| 969    | 와노국으로! 로저해적단 해산                   | 2021년 4월 11일              | 제 96권      |
| 970    | 슬픈 소식 대해적시대 개막                     | 2021년 4월 18일              | 제 96권      |
| 971    | 기습 오뎅과 아카자야 아홉남자                 | 2021년 4월 25일              | 제 96권      |
| 972    | 결착의 때! 오뎅 VS 카이도                     | 2021년 5월 2일               | 제 96권      |
| 973    | 가마솥형 오뎅, 결사의 한시간                  | 2021년 5월 9일               | 제 96권      |
| 974    | 과연, 끓여야 오뎅 아니겠느냐!                 | 2021년 5월 16일              | 제 96권      |
| 975    | 불타른 성 코즈키 일족의 운명                  | 2021년 5월 23일              | 제 96권      |
| 976    | 다시 현재로! 20년의 시간을 거슬러             | 2021년 5월 30일              | 제 96권      |
| 977    | 바다는 해적! 습격! 오니가시마로               | 2021년 6월 6일               | 제 96권      |
| 978    | 최악의 세대의 진격! 폭풍 속 바다의 전투       | 2021년 6월 13일              | 제 97권      |
| 979    | 강운!? 리더, 킹에몬의 계획                    | 2021년 6월 20일              | 제 97권      |
| 980    | 눈물의 약속! 납치당한 모모노스케              | 2021년 6월 27일              | 제 97권      |
| 981    | 새로운 동료! 해협의 징베!                     | 2021년 7월 4일               | 제 97권      |
| 982    | 카이도의 비장수단 토비롯포 등장               | 2021년 7월 11일              | 제 97권      |
| 983    | 사무라이들의 진심! 일당 오니가시마상륙        | 2021년 7월 18일              | 제 97권      |
| 984    | 루피폭주!? 잠입 카이도의 연회                 | 2021년 7월 25일              | 제 97권      |
| 985    | 오타마를 향한 마음 루피 분노의 일격           | 2021년 8월 1일               | 제 97권      |
| 986    | 전투 뮤직 루피를 덮치는 능력                  | 2021년 8월 8일               | 제 97권      |
| 987    | 꿈은 산산조각!? 상디를 유혹하는 함정!         | 2021년 8월 15일 (26기 완결)  | 제 97권      |
| 988    | 원군 등장! 흰수염 해적단 대장!                | 2021년 8월 22일 (27기 첫화)  | 제 97권      |
| 989    | 사나이의 맹새! 브라키오 탱크                  | 2021년 8월 29일              | 제 97권      |
| 990    | 뇌명팔괘! 등장, 카이도의 아들                 | 2021년 9월 5일               | 제 97권      |
| 991    | 적인가? 아군인가? 루피와 야마토               | 2021년 9월 12일              | 제 97권      |
| 992    | 싶어 야마토의 의지                            | 2021년 9월 19일              | 제 97권      |
| 993    | 폭발!? 야마토의 자유를 속박하는 수갑          | 2021년 9월 26일              | 제 98권      |
| 994    | 아카자야 일기토 키쿠노죠 VS 칸쥬로            | 2021년 10월 3일              | 제 98권      |
| 995    | 습격! 계승하는 오뎅의 의지                    | 2021년 10월 10일             | 제 98권      |
| 996    | 오니가시마 격동 루피, 전면 전쟁 개시          | 2021년 10월 24일             | 제 98권      |
| 997    | 달빛 아래의 싸움! 광전사 스론                 | 2021년 10월 31일             | 제 98권      |
| 998    | 제우스의 반격!? 나미, 절제절명!               | 2021년 11월 7일              | 제 98권      |
| 999    | 널 지킬께! 만남, 야마토와 모모노스케          | 2021년 11월 14일             | 제 98권      |
| 1000   | 앞도적 전력! 밀집모자 일당 집결               | 2021년 11월 21일             | 제 98권      |
| 1001   | 위험한 권유! 퀸 말살 계획                     | 2021년 11월 28일             | 제 98권      |
| 1002   | 새로운 악연 나미와 울티!                      | 2021년 12월 5일              | 제 98권      |
| 1003   | 비장의 검! 아카자야 VS 카이도, 재대결         | 2021년 12월 12일             | 제 98권      |
| 1004   | 계승된 기술 작렬, 오뎅의 비검                 | 2021년 12월 19일             | 제 98권      |
| 1004.5 | 루피 선배 응원 기획! 발트의 비밀의 방!        | 2021년 12월 26일             | 스페셜       |
| 1005   | 얼음 오니의 위력! 새로운 익사이트탄!          | 2022년 1월 9일               | 제 98권      |
| 1006   | 용서 못 해! 쵸파의 결의!                      | 2022년 1월 16일              | 제 98권      |
| 1007   | 조로의 추격! 얼음 오니 in 숨바꼭질            | 2022년 1월 23일              | 제 98권      |
| 1008   | 나미 항복!? 울티의 맹렬 박치기                | 2022년 1월 30일              | 제 99권      |
| 1009   | 사사키의 맹공 장갑부대 VS 야마토              | 2022년 2월 6일               | 제 99권      |
| 1010   | 얼음 오니를 타도하라 쵸파의 비책              | 2022년 2월 13일              | 제 99권      |
| 1011   | 안 괜찮다고!! 상디를 유혹하는 거미            | 2022년 2월 20일 (27기 완결)  | 제 99권      |
| 1012   | 역전의 한 수! 불사조 마르코의 불꽃            | 2022년 2월 27일 (28기 첫화)  | 제 99권      |
| 1013   | 야마토의 과거 사황의 목을 노리는 사내         | 2022년 3월 6일               | 제 99권      |
| 1014   | 마르코의 눈물! 흰수염 해적단의 인연           | 2022년 4월 17일              | 제 99권      |
| 1015   | 밀짚모자 루피 해적왕이 될 남자                | 2022년 4월 24일              | 제 99권      |
| 1015.5 | 조로·상디 선배 활약 기획! 발트의 비밀의 방 2! | 2022년 5월 1일               | 스페셜       |
| 1016   | 기괴한 전투! 서로 싸우는 세 명의 선장들       | 2022년 5월 8일               | 제 99권      |
| 1017   | 필살기 연발! 최악의 세대의 맹공!              | 2022년 5월 15일              | 제 99권      |
| 1018   | 웃는 카이도! 사황 VS 신세대!                  | 2022년 5월 22일              | 제 99권      |
| 1019   | 타마의 비책! 수수경단 대작전                  | 2022년 5월 29일              | 제 99권      |
| 1020   | 상디 절규! 섬 전체에 울려퍼지는 SOS           | 2022년 6월 5일               | 제 100권     |
| 1021   | 스팽크 작렬! 상디의 여난                      | 2022년 6월 12일              | 제 100권     |
| 1022   | 후회는 없음 루피와 두목, 사제의 인연          | 2022년 6월 19일              | 제 100권     |
| 1022.5 | 철저하게 해부! 코즈키 오뎅 전설               | 2022년 6월 26일              | 스페셜       |
| 1023   | 준비 OK! 쵸파의 바이러스 네뷸라이저           | 2022년 7월 3일               | 제 100권     |
| 1024   | 오뎅이 나타나다! 흔들리는 아카자야의 마음     | 2022년 7월 10일              | 제 100권     |
| 1025   | 최악의 세대 전멸!? 사황의 대기술!             | 2022년 7월 17일              | 제 100권     |
| 1026   | 초신성 반격! 사황 분해 작전                   | 2022년 7월 24일              | 제 100권     |
| 1027   | 루피를 지켜라! 조로와 로의 검기               | 2022년 7월 31일              | 제 100권     |
| 1028   | 사황을 넘어라! 루피, 반격의 주먹              | 2022년 8월 7일               | 제 100권     |
| 1029   | 아련한 기억 루피와 빨간머리 소녀 우타         | 2022년 8월 14일              | 극장판 SP    |
| SP     | 신시대의 맹세 루피와 우타                     | 2022년 8월 21일              | 극장판 SP    |
| 1030   | 전설의 기록! 빨강 머리 샹크스!                | 2022년 8월 28일              | 극장판 SP    |
| 1031   | 나미, 절규 절체절명의 데스 레이스             | 2022년 9월 4일               | 제 100권     |
| 1032   | 와노국의 새벽 전멸 대결 격화!                 | 2022년 9월 11일              | 제 100권     |
| 1033   | 결착! 루피 가속되는 패왕의 주먹               | 2022년 9월 18일              | 제 100권     |
| 1034   | 루피, 패배! 밀짚모자 일당, 궁지!?             | 2022년 9월 25일              | 제 100권     |
| 1035   | 백수 유린! 코즈키가의 임종!                   | 2022년 10월 2일              | 제 100권     |
| 1035.5 | 대철저 해부! 격투! 5명의 신세대!              | 2022년 10월 9일              | 스페셜       |
| 1036   | 암야에 대항하라 와노국 총대장, 포효하다       | 2022년 10월 16일             | 제 100권     |
| 1037   | 루피를 믿어라! 동맹, 반격 개시!               | 2022년 10월 23일             | 제 100-101권 |
| 1038   | 나미, 필살! 타마, 결사의 승부!                | 2022년 10월 30일             | 제 101권     |
| 1039   | 아군 격증! 밀짚모자 일당, 역습                | 2022년 11월 6일              | 제 101권     |
| 1040   | 조타수의 긍지 분노하는 징베!                  | 2022년 11월 13일             | 제 101권     |
| 1041   | 괴수 대격전 야마토와 프랑키                   | 2022년 11월 20일 (28기 완결) | 제 101권     |
| 1042   | 포식자의 함정 블랙 마리아의 유혹              | 2022년 11월 27일 (29기 첫화) | 제 101권     |
| 1043   | 악몽을 벤다 브룩의 얼음의 발도                | 2022년 12월 4일              | 제 101권     |

## 같이 보기
- 원피스 (만화)
- 원피스 (애니메이션)
- 원피스의 등장인물 목록